# História do Sport Club Corinthians Paulista
A história do Sport Club Corinthians Paulista cobre mais de um século do futebol brasileiro, sediado na cidade de São Paulo e fundado em 1 de setembro de 1910 é reconhecido como um dos mais bem-sucedidos entre as equipes do futebol do Brasil.

## História

### Antecedentes

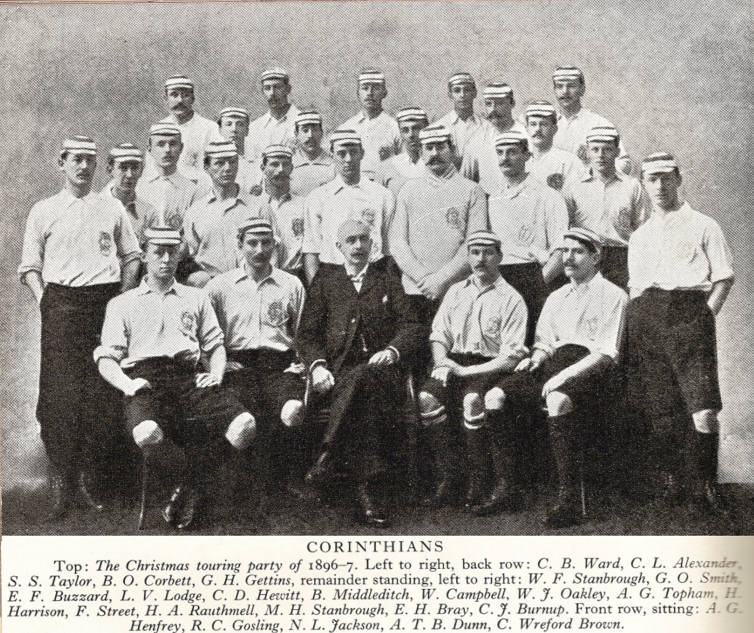
O Corinthian Football Club (em foto do período 1896-1897)

Poucos anos após sua chegada em São Paulo, o futebol tornou-se um dos esportes mais populares entre os paulistanos, tendo sua prática disseminada por diversas partes da cidade. Embora fosse jogado por todas as classes sociais, essas não se misturavam. Em 1901, cinco clubes de origem aristocrático e burguesa fundaram a Liga Paulista de Foot-Ball, a entidade que controlaria oficialmente o futebol local e organizou a primeira edição do Campeonato Paulista em 1902. Entre eles, estavam o Club Athlético Paulistano, o São Paulo Athletic Club e a Sport Club Germânia, e seus praticantes eram principalmente jovens brancos que integravam as classes mais altas, principalmente estudantes. A seleção criteriosa imposta pelos clubes da LPF, presente nos seus estatutos, propositalmente excluía times oriundos das classes populares, que paralelamente organizavam seu próprio futebol, denominado informalmente de varzeano ou dos arrabaldes, sem contar com prestígio por parte da elite paulistana e da sua imprensa, para quem o futebol das classes populares era distinto daquele praticado pelos mais abastados.
No entanto, se as barreiras de classe eram significativas em modalidades como ciclismo e tênis, elas começavam a ser rompidas com o passar dos anos no futebol, esporte que contava com cada vez mais afeição da população de São Paulo pelo futebol, seja nos espaço da elite econômica paulistana ou nos bairros e terrenos vazios da cidade. A crescente rivalidade entre os clubes da LPF e o aumento dos clubes dos arrabaldes produziriam transformações importantes no futebol paulistano. Uma das primeiras sinalizações nesse sentido veio quando uma parcela dos clubes aristocráticos passou a buscar, a partir de 1908, bons jogadores, independente das suas origens sociais, nos times de bairro. Estes, por sua vez, desejaram participar do futebol oficial.
Nesse contexto, associado ao clima de euforia esportiva vivido em São Paulo, causava grande repercussão na imprensa paulista as notícias vindas do Rio de Janeiro de que um clube inglês de futebol estava fazendo grandes exibições no campo das Laranjeiras. Convidado pelo Fluminense Football Club para uma série de amistosos, o escrete londrino do Corinthians Football Club, que ficou conhecido no país como "Corinthians team', venceu o então tetracampeão carioca por 10–1 em 22 de agosto de 1910. Os ingleses também venceram um combinado carioca, por 8–1, no dia 24, e um combinado brasileiro, por 5–2, no dia 26.
O impacto dessas notícias fez com que a Liga Paulista de Foot-Ball solicitasse um convite para o "Corinthians Team" realizar amistosos contra o Paulistano, a Atlética das Palmeiras e o São Paulo AC, as três maiores forças do futebol local até então, no Velódromo Paulistano, na rua da Consolação. A chegada do esquadrão londrino a São Paulo foi um acontecimento que recebeu cobertura destacada na imprensa local, sendo a delegação do Corinthians acompanhada por 8 pessoas, que cercavam o Magestic Hotel, para conhecer os novos e pequenos esportistas do "país do futebol". Em três amistosos, mais três vitórias : 6–0 diante da Atlética das Palmeiras (em 31 de agosto), 8–1 sobre o Paulistano (em 2 de setembro) e 9–2 sobre o São Paulo AC (em 4 de setembro).

### A origem humilde (1910)

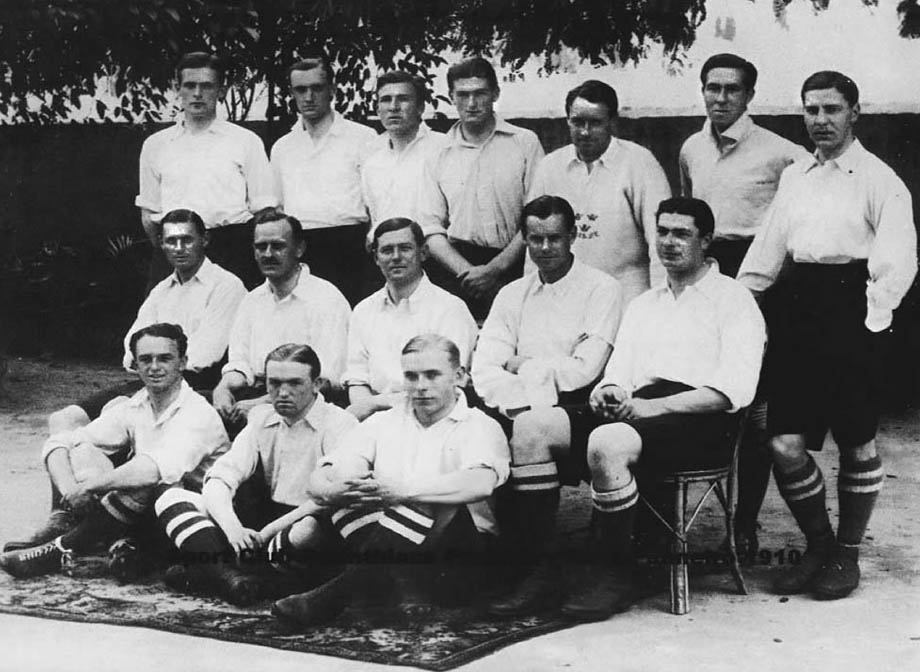
A equipe do Corinthian Football Club que excursionou no Brasil em 1910 e que inspirou a criação do Sport Club Corinthians Paulista.

Os relatos da exibição do Corinthians londrino contra o Atlética das Palmeiras em 31 de agosto chegaram aos ouvidos de um grupo de jovens operários que sonhavam em fundar um novo time no Bom Retiro (então um bairro com muitos imigrantes europeus), empolgados e discutindo sobre os lances da vitória do time inglês. Depois daquela atuação do "Corinthians team", não se falava de outra coisa no bairro. Na barbearia de Salvador Bataglia, a descrição dos lances era feita pelo português Antônio Pereira. Junto dele estavam Alexandre Magnani, Miguel Bataglia e o próprio proprietário do estabelecimento, que haviam visto o duelo no Velódromo, enquanto ouviam impressionados Joaquim Ambrósio, Carlos da Silva, Rafael Perrone e Anselmo Correia.
Quando a conversa continuou fora da barbearia, até que Joaquim Ambrósio, Antônio Pereira, Rafael Perrone, Anselmo Correia e Carlos Silva pararam em frente a um terreno baldio da Rua Tietê (atual Rua José Paulino). Toda vez que passavam por ali, Ambrósio insistia na ideia: A gente tem que resolver logo a fundação desse time. Estamos perdendo tempo e bem podemos conseguir esse terreno ali para fazermos nosso campo. A gente procura os donos, fala com eles e tudo fica certo. Assim, finalmente eles decidiram fundar um clube. Rafael Perrone levantou a hipótese que a chuva poderia atrapalhar a reunião do dia seguinte, já que ela seria realizada em plena via pública, em frente ao terreno, e não havia telhado para cobrir os entusiastas.
Antes da reunião na noite do dia 1º de setembro, aqueles jovens operários foram assistir a uma sessão com um compacto da partida do Corinthian, exibido com exclusividade no Teatro Radium. Depois, por volta das 20h30 daquela data, reuniram-se num salão de barbeiro da Rua dos Italianos, esquina com a rua Júlio Conceição, de propriedade de Salvador Bataglia, os cinco rapazes se reuniram juntamente com outros moradores do bairro, entre eles o inglês George Campbell, para lavrar a primeira ata de fundação do novo clube. Caminharam 800m até a esquina da Rua Cônego Martins com a Rua José Paulino, e debaixo de um lampião de gás a fundação foi oficializada. Também foi eleita a primeira diretoria, cujo primeiro presidente eleito foi o italiano Miguel Bataglia, além dos vices-presidentes Salvador Lapomo e Alexandre Magnani, do secretário Antônio Alves Nunes, do tesoureiro João da Silva e do procurador-geral Carlos da Silva. Como Bataglia havia aceitado a presidência do clube apenas provisoriamente, Magnani assumiu o cargo a partir de 15 de setembro, mantendo-se no posto até setembro de 1914.
Em uma nova reunião, marcada quatro dias depois na casa do presidente, às 20h, foi decidido o nome do novo time. Com a sessão aberta para os debates, Joaquim Ambrósio foi o primeiro a falar e sugeriu a denominação de Corinthians em homenagem à equipe inglesa que realizaram pequenas exibições há alguns dias, uma ideia com a qual todos concordaram e ficaram de pé, em sinal de aprovação.</ref> Com a voz emocionada ao declarar aprovado o nome do clube, Miguel Bataglia levantou-se e declarou: "Está adotado o nome de Sport Club Corinthians Paulista para o nosso grêmio".

### O começo na várzea (1910-1912)

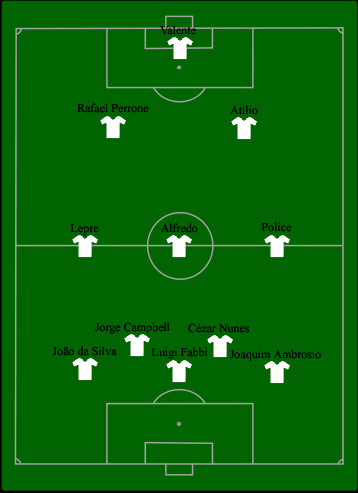
Primeira formação corintiana:
Valente, Perrone (capitão) e Atílio; Lepre, Alfredo e Police; João da Silva, Jorge Campbell, Luiz Fabbi, Cézar Nunes e Joaquim Ambrósio.

A primeira partida oficial da história do Sport Club Corinthians Paulista ocorreu no dia 10 de setembro de 1910, na várzea da Lapa, contra o União Lapa Futebol Clube. Os jogadores saíram do Bom Retiro ainda na madrugada e caminharam até o bairro onde a partida foi realizada. O adversário, então uma das mais respeitáveis equipes do futebol varzeano paulistano, acabou vencendo por 1–0. A base daquele primeira formação corintiana era composta por seis jogadores de um time do bairro do Bom Retiro, a Associação Atlética Botafogo, mais os cinco fundadores do Corinthians. Com o tempo, vieram jogadores do Tiradentes, do Domitila e de outros varzeanos menores.
Quatro dias depois, na tarde do dia 14 de setembro, o Corinthians fez sua segunda partida amistosa e a primeira em casa, no campo do Lenheiro. No duelo contra o Estrela Polar, os corintianos venceram por 2–0, com um gol do centroavante Luiz Fabbi (o primeiro da história do time) e outro de George Campbell. Treze dias depois, o Corinthians recebeu a Associação Atlética da Lapa, uma equipe formada apenas por atletas ingleses, e acabou vencendo por 5–0. Após a vitória, houve festa no bairro do Bom Retiro e a equipe foi ganhando dos populares locais.
Nos dois anos seguintes, os corintianos se firmaram como uma das maiores forças, senão a maior, do cenário da várzea paulistana.. Naquele período, era comum que alguns jogadores - como Aparício, Casimiro, Amílcar e os irmãos César e Manuel (Neco) - defendessem tanto o Corinthians Paulista quanto o AA Botafogo, dependendo da data e do horário dos jogos marcados. Há relatos também que um jogador negro chamado Davi defendia tanto o Botafogo quanto o Corinthians, sendo apontado por alguns como o primeiro jogador não-branco a vestir a camisa corintiana, embora o jornalista Thomaz Mazzoni garantisse que Davi jamais jogou no primeiro quadro do clube, mas apenas no segundo, pelo temor de que, uma vez escalado, o Corinthians fosse rejeitado de suas pretensões de alcançar a elite do futebol paulista. Por sua raça e vontade vencer, foi apelidado carinhosamente naquele tempo de "o galo brigador do Bom Retiro". No entanto, desse período inicial da história corintiana, não há informações sobre uma série de partidas que a equipe disputou, tampouco se participou de campeonatos entre times de bairro nem como o se sustentava financeiramente.
Sabe-se que a equipe também realizou suas primeiras partidas fora da capital, como um duelo contra o Corinthians FBC, disputado no campo do bairro Guanabara, em Campinas, em 17 de setembro de 1911, que terminou com a vitória do time do Bom Retiro por 3–1. Era uma mostra de que o Corinthians já era um time conhecido fora da cidade de São Paulo, a ponto de um clube de outra cidade se dispor a pagar as despesas, notadamente de transporte ferroviário, para poder disputar um amistoso. Ademais, o clube já tinha outro homônimo em Jundiaí. Outro fato do período foi a tentativa do Corinthians de ingressar na LPF em 1912 para assumir a vaga do Sport Club Internacional, que se havia retirado da liga, mas acabou retornando a mesma, frustrando o sonho corintiano.

### Estreia na LPF e os primeiros títulos estaduais (1913-1916)

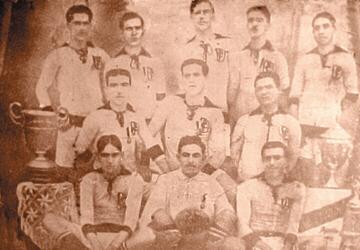
Foto da equipe do Corinthians campeã paulista em 1914

O desejo de enfrentar as equipes da elite paulistana permaneceu entre os corintianos. Nas disputas de bairro, o Corinthians arrastava grandes públicos para seus jogos, o que atraiu a atenção da Liga Paulista de Foot-Ball, financiada pela cobrança de ingressos para as partidas de seu torneio. A possibilidade de aceitar o ingresso de clubes de raízes populares gerou um racha na própria LPF entre os filiados favoráveis e contrários a medida. Paralelamente à polêmica, o Paulistano exigia da entidade um aluguel de 200 mil réis de aluguel por cada jogo que fosse realizado no seu estádio, o Velódromo, mas a Liga acertou o uso do Parque Antárctica, de propriedade do Germânia, pela mesma quantia e por mês, em vez de por partida. Teria sido o estopim para que o Paulistano rompesse com a LPF e liderasse um movimento para a criação de uma entidade rival, a Associação Paulista de Sports Athléticos (Apea), que já naquele ano organizou um campeonato paralelo com a presença da Atlética das Palmeiras e do Mackenzie. Além do Germânia, a LPF contou com a fidelidade de Americano e Internacional E assim, o Corinthians ganhou uma chance para disputar uma seletiva contra o São Paulo Football Club (do Bixiga), o São Paulo Railway Football Club (da Luz) e o Minas Gerais Football Club (do Brás), este último tido uma agremiação de grande rivalidade com os corintianos. Somente o vencedor poderia disputar campeonato oficial da Liga Paulista de Futebol, embora sua vaga não estivesse garantida automaticamente, já que além da vitória em campo, ele seria avaliado por uma comissão especial encarregada de decidir sobre a entrada de um clube conforme um nível de "bons modos sociais" condizentes com o que a liga e parte da imprensa esperavam. No sorteio, ficou definido que o Corinthians enfrentaria primeiro o Minas Gerais. No dia 23 de março, os corintianos venceram o duelo, por 1–0. Uma semana depois, o alvinegro voltou a campo para decisão contra o São Paulo do Bixiga, que acabou goleado por 4–0. No dia seguinte, o jornal O Comércio de São Paulo do dia seguinte elogiou o "comportamento social" do escrete corintiano. Naquele mesma data, após a diretoria da LPF se reunir com representantes dos clubes filiados, bem como com a comissão que emitiria parecer sobre a entrada do novo clube na Liga, a entidade aprovou o ingresso dos Corinthians no campeonato da entidade. Estava dado o primeiro para o alvinegro do Bom Retiro deixasse de ser um clube de bairro e se tornasse um clube da cidade. Disputado entre 6 de abril e 26 de outubro, o Paulista da LPF de 1913 também contaria com os estreantes Ypiranga e Santos. A estreia oficial corintiana foi contra o Germânia, em 20 de abril, em confronto que terminou com a vitória adversária, pelo placar de 3–1. Ao final da competição, o Corinthians fez uma campanha aquém das expectativas geradas pela imprensa esportiva e pelo próprio clube, somando 1 vitória, 4 empates e 4 derrotas. Apesar do desempenho regular, o time revelou Neco e Amílcar, que seriam os dois primeiros ídolos corintianos. Ainda naquele ano, foi criado o primeiro escudo do clube, a princípio composto apenas pelas letras "C" e "P" maiúsculas, de Corinthians Paulista. O clube também deixou a sede na Rua Guarany (que havia se instalado em 1912) e se mudou para a Rua José Paulino.
Em 1914, o Corinthians disputou pela segunda vez em sua história um campeonato da LPF. A estreia corintiana ocorreu em dia 12 de abril diante do Sport Club Luzitano, no campo do Parque Antárctica, com uma vitória corintiana por 6–0. A partir dali, os alvinegros conquistaram outras sete vitórias consecutivas e podiam ser campeões com um jogo de antecedência caso vencessem a Associação Atlética Campos Elíseos, no Parque Antárctica, na tarde do dia 8 de novembro. Com uma equipe escalada com Aristides, Fúlvio e Casemiro González (capitão); Police, Bianco e César Nunes; Américo, Peres, Amílcar, Apparício e Neco, o Corinthians venceu o confronto por 4–0, gols de Apparicio, Neco, Police e Peres, e conquistou pela primeira vez - e com apenas quatro anos de existência - seu primeiro título paulista. O clube terminou sua participação naquele Paulista de forma invicta, com 10 vitórias em 10 jogos disputados, 37 gols marcados e 9 gols tomados, além de ter Neco como artilheiro, com 12 gols. O troféu de prata continha a inscrição "Liga Paulista de Foot-Ball" e "S. C. Corinthians Campeão - 1914". Mesmo tendo vencido o campeonato de uma entidade em decadência, o título paulista trouxe prestígio aos corintianos. Ademais, nas duas partidas que fez contra o Torino, os primeiros amistosos contra uma equipe estrangeira da história do clube do Bom Retiro, o Corinthians foi o único a oferecer alguma resistência. Os italianos venceram as duas partidas (3–0 e 2–1), embora o segundo resultado tenha sido questionado pelos corintianos, que protestaram que a bola não teria entrado no gol decisivo, marcado por Debernardi no fim. A vitória suada também rendeu elogios do técnico Vittorio Pozzo ao time alvinegro. Ainda naquele ano, Alexandre Magnani deixaria a presidência do clube, após quatro anos no cargo. Quem assumiu seu lugar foi Ricardo Oliveira.
No começo do ano de 1915, foi convocada uma assembleia extraordinária para comunicar a mudança da sede administrativa do clube para a rua dos Protestantes, no centro da cidade e próxima da Estação da Luz. A iniciativa, que causou discórdia entre muitos sócios e uma grave crise financeira ao clube, era uma parte da estratégia da diretoria para fazer o clube ganhar adeptos em toda a cidade e diminuir a identidade corintiana como de um clube apenas do Bom Retiro, e da Liga Paulista de Foot-ball.

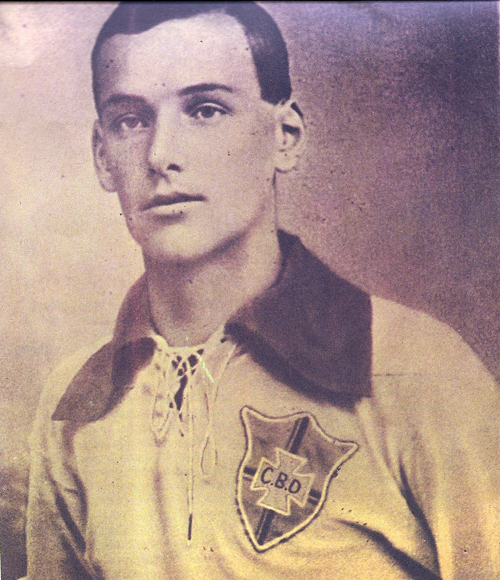
Amílcar tornou-se o primeiro jogador do Corinthians a ser convocado para a Seleção Brasileira

Também no começo de 1915, após mais uma tentativa fracassada de unificar as entidades do futebol do estado de São Paulo, o Corinthians se desfiliou da LPF e pediu ingresso na Apea. Esta aceitou a filiação corintiana, porém, com restrições: o Corinthians seria um membro extraordinário, ou seja, não gozaria de prerrogativas da entidade, como participação no conselho deliberativo, nem do campeonato daquela temporada, que já havia começado. Além disso, a Apea criou mecanismos estatutários que impediam um clube filiado a ela de jogar com outro não filiado, bem como de um atleta de um clube filiado a mesma de defender, mesmo que por algum tempo, um time ligado à LPF. Com isso, o Corinthians ficou impedido de disputar o Paulista da Apea e só poderia ceder seus jogadores para os clubes dessa associação. Ao longo da temporada, a Apea prometeu aos corintianos agendar amistosos com todos os seus filiados, mas apenas duas partidas foram realizadas (contra Scottish Wanderers Football Club e Atlética das Palmeiras), enquanto os demais eram adiados e, posteriormente, cancelados. Com a indiferença da Apea, o alvinegro enfrentou sérias dificuldades financeiras, já que deixaria de arrecadar com as rendas dos jogos, e ainda teve de emprestar seus melhores jogadores. O resto da equipe passou a temporada fazendo amistosos no interior, entre os quais, duelos contra o Paulista Sport Club, o Corinthians Jundiayense e o Guarany Foot-Ball Club, solução que serviu para amenizar a grave situação das finanças corintianas. A própria crise econômica também causou fortes turbulências políticas dentro do Corinthians e alguns associados acusavam responsabilizaram a diretoria por aquela difícil situação. Com dívidas, os dirigentes pediram um empréstimo para saldá-las, mas o fato de os móveis do clube estarem relacionados como garantia do empréstimo deixou muitos sócios revoltados e houve até mesmo acusações de que dirigentes usaram o dinheiro da associação em benefício próprio. Neco e outros jogadores invadiram a sede alugada na Luz para salvar os móveis que deveriam ser confiscados para o pagamento das dívidas geradas pelo aluguel. Pressionado, o presidente Ricardo de Oliveira renunciou ao cargo, tendo assumido o vice João Batista Maurício, que também havia emprestado dinheiro ao clube. O clube mudou mais uma vez de sede, desta vez se instalando no Palacete Provincial, no Largo da Sé.
Após ser maltratado pela Apea, não restou outra alternativa ao Corinthians a não ser pedir sua refiliação à LPF em 1916, mesmo após desmerecê-la no ano anterior. Apresentando fortes sinais de decadência, a velha entidade organizou seu último torneio oficial. Ainda assim, o Corinthians precisou passar por uma seletiva contra o Antarctica Foot-Ball Club. A goleada alvinegra de 8–0 garantiu ao alvinegro a classificação para campeonato, que seria disputado inicialmente por 14 equipes. Sem contar com jogadores importantes da base campeã de 1914, como Bianco (que foi para o Palestra Itália), Casemiro (no Mackenzie), Peres (no Ypiranga) e Police (no Botafogo Futebol e Regatas, o Corinthians estreou com uma vitória diante do Maranhão, por 3–1. Mas o campeonato não seria concluído. Com a reunificação acordada entre LPF e da APEA a partir de 1917, diversos jogos foram cancelados. O Corinthians deixou de enfrentar o Vicentino (17 de dezembro), Paysandu (25 de dezembro), Ruggerone (4 de fevereiro) e Minas Gerais (18 de fevereiro), mas foi declarado o campeão da competição, com nove vitória em nove jogos, a última delas por 3–0 sobre o Sport Club Americano. Apparício terminou a competição como o artilheiro, com sete gols. Ainda naquele ano, o Corinthians ganhou três partidas amistosas que ofereciam troféus ao vencedor: a taça Beneficência Espanhola, vencendo o Germânia por 4–1, a taça Cronistas Esportivos, batendo o combinado Inter/Vicentino por 3–0 e a taça dr. Alcântara Machado, derrotando o Taubaté por 2–0. O jurista, ex-vereador e então deputado estadual José de Alcântara Machado havia se encarregado de fazer todas as tramitações com a Prefeitura de São Paulo para que o Corinthians conseguisse um terreno na Ponte Grande (atual Ponte das Bandeiras, próximo do Rio Tietê, que divide a capital paulista) onde pudesse construir um novo estádio próprio. Ainda em 1916, foi assinado o contrato de arrendamento de uma área de 13 506 metros quadrados na presença do prefeito Washington Luís.

### Entre os grandes paulistas (1917-1921)

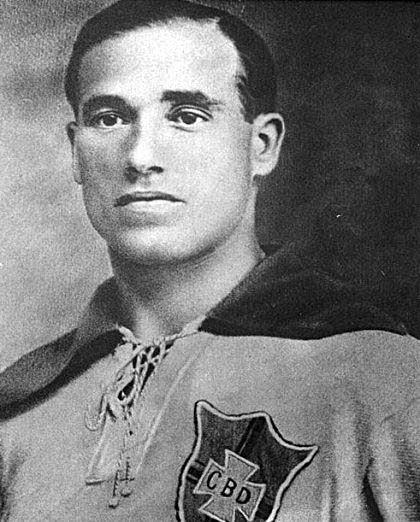
Neco (em foto de 1920) é tido como o primeiro grande ídolo corintiano e foi o primeiro jogador do clube a ser homenageado com um busto no Parque São Jorge

Após a dissolução da Liga Paulista de Foot-Ball, seus filiados foram integrados à liga da Associação Paulista de Sports Atléticos, que passou a se chamar Associação Paulista de Esportes Atléticos. Último campeão da LPF, o Corinthians disputou o campeonato unificado de 1917 com outras oito equipes. Com diversos jogadores da base campeã paulista de 1914 e 1916 em declínio técnico, o alvinegro estreou com uma vitória apertada sobre o Ypiranga, por 1-0, em 8 de abril. Sinal das dificuldades que sofreriam os corintianos diante de adversários mais fortes, como o poderoso Paulistano e o Palestra Itália, clube com o qual o Corinthians iniciava uma grande rivalidade. O alvinegro perdeu as duas partidas que realizou com ambos e, na classificação final, terminou a competição na terceira colocação (com oito vitórias, três empates e cinco derrotas. Também naquele ano, após as primeiras duas mudanças no escudo corintiano, este ganhou um formato redondo, utilizado até a atualidade. Ainda coube ao presidente em exercício João Martins de Oliveira a tarefa de conduzir o processo de construção do novo estádio do clube, na Ponte Grande. Sem conseguir o apoio de fábricas de cerveja Germânia e Antárctica para bancar parte das despesas, o dirigente conseguiu recrutar sócios para participarem de um mutirão de obras, que incluiu até mesmo alguns jogadores.
Em 17 de março de 1918, o Corinthians dava início a temporada com um amistoso que inaugurou o seu novo estádio, conhecido como Ponte Grande, na Rua Itaporanga (atual Avenida Santos Dumond). O duelo de estreia, contra o Palestra Itália, terminou em 3–3. Na disputa pelo Campeonato da Apea, que ficou marcado pela suspensão de partidas e interrupção da disputa, comprometida pelo surto de gripe espanhola em São Paulo, o time estreou com um empate em 2-2 com o Santos, mas alguns tropeços foram decisivos na classificação final. Com uma campanha de 12 vitórias, dois empates e duas derrotas, o alvinegro terminou na segunda colocação. Ainda naquele ano, os corintianos realizaram sua primeira partida interestadual, vencendo o Clube de Regatas Flamengo no campo da Rua Paysandu, pelo placar de 2–1.
Na abertura da temporada de 1919, o Corinthians venceu a primeira edição do Torneio Início do Campeonato da Apea (Taça Challenge), uma competição de tiro curto e realizada em apenas um dia. Já pela maior competição da temporada, o Campeonato da Apea, o alvinegro estreou com uma goleada por 4-0 sobre o Minas Gerais, mas as três derrotas consecutivas e outros dois empates seguintes praticamente deixaram o time fora da luta pelo título. Uma sequência de onze vitórias (com destaques para a goleada por 5-0 sobre Santos e a vitória por 2-1 diante da Palestra Itália, a primeira corintiana no derby) não foi o bastante para alcançar o Paulistano. Ao final, a equipe terminou na terceira colocação. Sob o mandato do presidente Albino Teixeira Pinheiro, o time estreou uma camisa inteiramente branca e também adotado mudanças em seu escudo, com a adição de um círculo preto com o nome completo do clube e o ano de fundação em branco, além da bandeira de São Paulo no centro. Também oficialmente jogou o primeiro jogador negro a defender o quadro principal corintiano, Asdrubal Cunha, mais conhecido como Bingo.
O Sport Club Corinthians Paulista completou 10 anos de existência em 1920. No princípio daquela temporada, o clube venceu pela segunda vez consecutiva o Torneio Início. Já na disputa do Campeonato da Apea, as derrotas diante do Palestra Itália (na estreia) e depois reveses diante do Ypiranga e São Bento colocaram os corintianos em situação difícil na disputa pelo título. Mesmo a sequência de dez vitórias consecutivas, inclusive contra os palestrinos (2–1) e o Paulistano (3–1), não foi o bastante e o alvinegro ficou a um ponto dos líderes, terminando na terceira colocação na classificação final. Um dos destaques da campanha foi a goleada sobre o Santos por 11–0, no campo da Vila Belmiro. Com 5–0 ainda no primeiro tempo, os jogadores do Santos começaram a forçar pênaltis (três no total) e expulsões. Depois do décimo gol corintiano, o santista Ary Patusca fez gol contra aos 21 minutos do segundo tempo e terminou expulso por conduta anti-desportiva, obrigando o árbitro Eduardo Taurisano a encerrar a partida por falta de jogadores da equipe da casa. Ainda naquele ano, Guido Giacominelli, um industrial oriundo de família poderosa e ascendência italiana, assumiu a presidência do clube, sendo responsável por promover uma série de modificações na agremiação corintiana, como alterações no modelo de filiação e no sistema de contribuição dos sócios e a criação do cargo de técnico, uma função que outrora era parcialmente exercida pelo capitão do time (era ele quem escalava os jogadores) e acabou assumida pelo próprio Giacominelli.
Em 1921, o presidente corintiano também decidiu retirar a sede do clube outrora no Largo da Sé e realocá-la na Rua Florêncio de Abreu, onde ficaria por mais de uma década. O Corinthians estreou no Campeonato da Apea daquela temporada com uma vitória por 3-0 sobre o São Bento, em 3 de maio. O alvinegro chegou a última rodada na liderança, um ponto a frente do Paulistano, e dependendo apenas de si para ser campeão. Mas uma derrota diante do Palestra Itália (0–3), que não tinha chances na disputa, ajudou o rival do Jardim América, que ao vencer com dificuldades o Syrio chegou ao título. Por conta do empate na pontuação entre Corinthians e Palestra Itália, a Apea obrigou uma partida desempate para decidir o vice, com direito a Taça A Capital, oferecida pelo jornal homônimo. Mas as 20 minutos do primeiro tempo, os palestrinos não aceitaram a marcação de um pênalti e se retiraram do gramado do estádio da Floresta. O tribunal da Apea considerou os dois perdedores. Como destaque da campanha, o resultado expressivo de 12–2 sobre o Internacional, até hoje a maior goleada da história corintiana.

### A primazia corintiana (1922-1930)

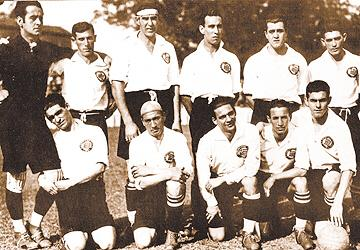
Time que conquistou o segundo Tri Campeonato, em 1930.

O ano de 1922 marcava o primeiro centenário da Independência do Brasil. Devido a relevância da efeméride, o Campeonato da Apea daquela temporada foi considerado como um dos mais importantes até então, pois estava em disputa a Taça do Centenário da Independência. Assim, a competição foi muito almejada pelo "trio de ferro" Paulistano, Palestra Itália e Corinthians, que lutaram ponto a ponto pela título até as rodadas finais. A estreia corintiana ocorreu contra os palestrinos em 23 de abril, no campo do Parque Antárctica, e o resultado terminou em 2-2. Com uma grande campanha, o alvinegro terminou o primeiro turno com 19 pontos, dois a mais que os palestrinos e quatro a frente do clube do Jardim América. No turno decisivo, os corintianos chegaram a perder para os palestrinos (2–3), mas conseguiram retomar a liderança antes da última rodada. Precisando apenas de uma vitória sobre o já eliminado Paulistano, o Corinthians venceu por 2–0, em 4 de fevereiro de 1923, sagrando-se campeão paulista de 1922. Além de ser um dos mais importantes troféus da história do Corinthians, a conquista representou a queda de um tabu de seis anos sem títulos. A campanha teve 14 vitórias, 2 empates e 2 derrotas, tendo ainda Gambarotta como artilheiro, com 19 gols. Dentre outros destaques da conquista, estavam o zagueiro Armando Del Debbio, o meia Tatu e os ídolos consagrados Amílcar e Neco. Ainda como parte das comemorações do centenário da independência do Brasil, foi disputada a Taça Cântara Portugália, em homenagem aos pilotos portugueses que fizeram a primeira travessia aérea do Atlântico Sul. Na decisão, o Corinthians bateu o Palestra Itália, por 2–0, e ficou com o título.
No início da temporada 1923, o Corinthians venceu o Rio Branco (campeão do interior), por 2–0, e se consagrou como campeão da Taça Competência. Contando com a mesma base vitoriosa do ano anterior, os corintianos estrearam no Campeonato da Apea daquele ano com uma goleada por 4–1 sobre a Associação Portuguesa de Desportos, em 22 de abril. Foram mais quatro vitórias acachapantes durante o primeiro turno, inclusive um novo 4-1, desta vez contra o Palestra Itália. Em 2 de setembro, o alvinegro chegou ao seu segundo título paulista consecutivo (e quarto na história) ao derrotar em casa o São Bento e contar com o tropeço do Syrio diante do Palestra Itália. No total, foram 13 vitórias, 2 empate e 2 derrotas. Marcou 53 e sofreu 14 gols.
Já o tricampeonato no Paulista de 1924 foi conquistado somente na última rodada. Corinthians e Paulistano disputaram ponto a ponto a liderança do torneio e chegaram até a rodada decisiva empatados em 23 pontos. E os dois rivais se encontrariam justamente na última rodada e o vencedor do confronto seria o campeão paulista de 1924. E no duelo disputado no dia 11 de janeiro de 1925, o Corinthians venceu por 1–0 e ao tricampeonato estadual.
Na temporada seguinte, no entanto, o Corinthians deixou escapar o quarto título paulista consecutivo. Invicto até o encerramento da penúltima rodada, o alvinegro perdeu o última partida na competição, diante do rival Paulistano. O título do Paulista de 1925 acabou com a Associação Atlética São Bento, com 16 pontos, um a frente de Corinthians (vice-campeão) e Paulistano (3º colocado). Com o êxito das atividades futebolísticas, a sede corintiana na Ponte Grande ficou pequena demais diante das necessidades do clube e demandas da crescente torcida. A partir de novembro daquele ano, foi criado um fundo de reserva para levantar recursos para a compra de um terreno onde seria instalada a nova sede, um novo campo de futebol e outros equipamentos para demais atividades esportivas. Em 2 de junho de 1926, os diretores aprovaram a aquisição do campo do Parque São Jorge, à época pertencente ao Sport Club Syrio, comprado junto ao empresário Nagib Salem por 700 contos de réis (moeda da época), em várias prestações, quando lá existia apenas um campo.
O estádio foi construído aos poucos e ganharia o nome de estádio Alfredo Schürig, mas carinhosamente passou a ser conhecido como Fazendinha. Também naquele ano, o futebol paulista teve uma nova cisão, quando o Paulistano rompeu com a APEA e decidiu criar uma nova liga de futebol, denominada Liga de Amadores de Futebol (LAF). A divisão perdurou por três temporadas. O Corinthians permaneceu na APEA e disputou o Paulista daquele ano desta liga, mas terminou a competição na terceira colocação (atrás do Palestra Itália e do Auto Sport Club).
Em 1927, o Corinthians foi convidado para integrar a LAF e chegou a aceitar a oferta da liga rival, mas no último momento desistiu e retornou à APEA. O Paulista daquele ano foi dominado pelo Palestra. Como consolo, os corintianos bateram os campeões palestrinos por 3–1 na última rodada e lhe tiraram a invencibilidade no torneio. O clube do Parque São Jorge terminou a competição na terceira colocação.
No final da década, o Corinthians seria tricampeão Paulista pela segunda vez. Tendo como maiores rivais Palestra e Santos, o Corinthians faturou o Paulista de 1928 com um jogo de antecipação. O título paulista foi conquistado diante da Associação Portuguesa de Desportos, com uma vitória por por 3–2 no dia 25 de novembro de 1928.
Contra a mesma Portuguesa e novamente com um jogo de antecipação, o Corinthians faturou o bicampeonato no Paulista de 1929. O time do Parque São Jorge arrasou - no dia 3 de novembro de 1929 - o adversário com uma goleada por 7–1. Para coroar a grande conquista, mais uma goleada, desta vez contra o maior rival Palestra Itália: 4–1.
O Paulista da APEA em 1930 ganhou a adesão de alguns clubes que deixaram a LAF - e com isso, a liga foi extinta pelo Paulistano. O Corinthians liderou de ponta a ponta o torneio, sempre acompanhado de perto de Palestra Itália, Santos e São Paulo da Floresta. O Corinthians chegou a última rodada com 42 pontos e só não seria campeão se fosse derrotado pelo Santos, que somava 40 pontos. Se o time do litoral vencesse, haveria a disputa de um jogo-extra para definir o campeão. Mesmo precisando apenas de um empate, os corintianos arrasaram os rivais santistas, vencendo a partida - disputada em 4 de janeiro de 1931 - por 5–2. Com mais estes cinco gols, o ataque corintiano chegou ao total de 94 em 26 jogos, com a fantástica média de 3,6 gols por partida.
A base do time quase não mudou nestas três conquistas: Tuffy, Pedro Grané e Del Debbio; Nerino, Guimarães e Munhoz; Filó, Apparício, Neco, Rato e De Maria. Grande destaque para as atuações do legendário trio formado pelo goleiro Tuffy e os zagueiros Pedro Grané e Del Debbio, dos atacantes Filó (um novo ídolo dos corintianos) e Neco (que se despedia do futebol, após 19 anos de dedicação ao clube do coração, e se consagrando como um dos grandes ídolos da história corintiana).

### 1931-1934: ventos do profissionalismo
Em 1931, o Corinthians perdeu importantes jogadores para o futebol italiano. Numa época em que o clube possuía a melhor equipe do futebol paulista formada por descendentes de italianos, quase metade deles deixou o clube para atuar pela Lazio, de Roma. Entre eles, o zagueiro Del Debbio e os atacantes Filó, Rato e De Maria. Já Tuffy, Gambinha e Munhoz foram afastados por problemas técnicos. Com sete baixas importantes, a diretoria abriu-se para reforços de atletas negros, marcando definitivamente a aceitação destes na história corintiana, sendo os primeiros deles o goleiro João Henrique de Oliveira, mais conhecido como Onça, e o zagueiro Jaú.
Na temporada seguinte, mais uma vez o Corinthians decepcionou. Com um fraca campanha (cinco vitórias e seis derrotas), o clube terminou o Paulista de 1932 na sexta colocação pelo segundo ano consecutivo.
A profissionalização do futebol do Brasil a partir de 1933 teve efeitos no Parque São Jorge. Entre 1933 e 1934, o Corinthians contratou o uruguaio Pedro Mazzulo para dirigir a equipe agora profissional, se tornando o primeiro técnico do clube nesta nova era. Naquele período, também surgiram os atacantes Zuza e Teleco, dois dos mais importantes da história do alvinegro. Mas em campo, o desempenho corintiano ainda estava aquém do desejado pelos torcedores do clube.
Inferior aos rivais Palestra Itália, São Paulo e Portuguesa de Desportos, o Corinthians não passou do quarto lugar nos Paulistas de 1933 (onde sofreu sua pior goleada diante do Palestra Itália: 0-8) e 1934.

### 1935 - 1939: redenção e "Tri do Tri"

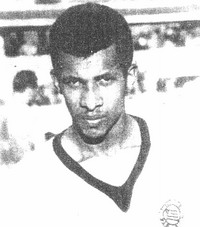
Teleco foi um formidável goleador corinthiano, com a espantosa marca de 251 gols em 246 partidas (média de 1,02 gol por partida), sendo o terceiro maior marcador da história corinthiana até o momento. Foi o artilheiro máximo dos campeonatos paulistas de 1935, 1936, 1937, 1939 e 1941. Era conhecido como O Rei das Viradas

Os dois anos seguintes foram marcados por mais frustrações. No Campeonato Paulista de 1935, o Corinthians perdeu o título para o Santos - jogando no Parque São Jorge. No estadual do ano seguinte, nova decepção. Após ter vencido o primeiro turno e manter uma invencibilidade de 36 jogos, o Corinthians perdeu o campeonato, na melhor de três, para o Palestra Itália: 1–0, 0–0 e 2–1.
Mas a partir de 1937, o Corinthians voltaria a comandar o futebol paulista. Naquele ano, o espanhol Manoel Correcher assumiu a presidência do clube, e a equipe faturou seu primeiro título profissional. Deste elenco, os grandes destaques eram o zagueiro Jaú (futuro titular da Seleção Brasileira na Copa do Mundo de 1938), o meio-campo José Augusto Brandão (que também integrou o selecionado canarinho no Mundial da França de 1938) e os atacantes Filó (veterano ídolo corintiano, que havia voltado da Itália depois de anos na Lazio) e o Teleco (goleador do time naquele Paulista).
Estes mesmos ídolos fizeram parte do elenco bicampeão invicto do Paulista de 1938, que também revelou o atacante baiano Servílio de Jesus, chamado de "O Bailarino" por sua habilidade com a bola nos pés. Naquela temporada, a final teve que ser realizada em dois dias. No domingo, a chuva interrompeu a partida que o São Paulo vencia por 1–0. Na terça-feira, disputaram-se os minutos finais da primeira etapa e todo o segundo tempo. O Corinthians chegou ao empate com um gol de Carlito e ficou com a taça.
No ano seguinte, 1939, o Corinthians sagrou-se tricampeão paulista pela terceira vez, fato que nenhum outro clube do Estado conseguiu igualar até hoje.

### 1941 - 1950: tempos de jejum
Em 1941, o Corinthians novamente conquistou o Campeonato Paulista. O título só não foi de maneira invicta por conta de uma derrota, na última rodada, contra o Palestra Itália. O time era ótimo, e a linha média Jango, Brandão e Dino, impecável. A festa do título corintiano foi realizada no recém-inaugurado estádio do Pacaembu.
Contudo, nos nove anos seguintes, o Corinthians viveu um jejum de títulos paulistas. Sem conquistas estaduais, o clube do Parque São Jorge consolou-se em levar por quatro vezes a Taça São Paulo (em 1942, 1943, 1947 e 1948) - torneio que reunia os três primeiros colocados do ano anterior. Sem ter a disposição seu poderio técnico dos últimos cinco anos, o Corinthians foi vice-campeão paulista cinco vezes, sendo três delas seguidas, entre 1942 e 1950, numa época de ascensão do São Paulo, liderado pelo atacante Leônidas da Silva, como nova força no futebol paulista.
Mesmo com a contratação de nomes de peso no futebol nacional, como a do zagueiro Domingos da Guia, aos 32 anos, em 1944, ou dos atacantes Milani e Hércules em anos seguintes, o Corinthians amargaria quase uma década sem conquistas importantes. A situação só começaria a mudar a partir de 1949, quando uma nova geração de pratas-da-casa foi conduzida pelo técnico Rato (o mesmo Rato campeão como jogador na década de 1920) ao time principal. Os frutos seriam colhidos na primeira metade da década seguinte.

### 1950 - 1954: época de ouro

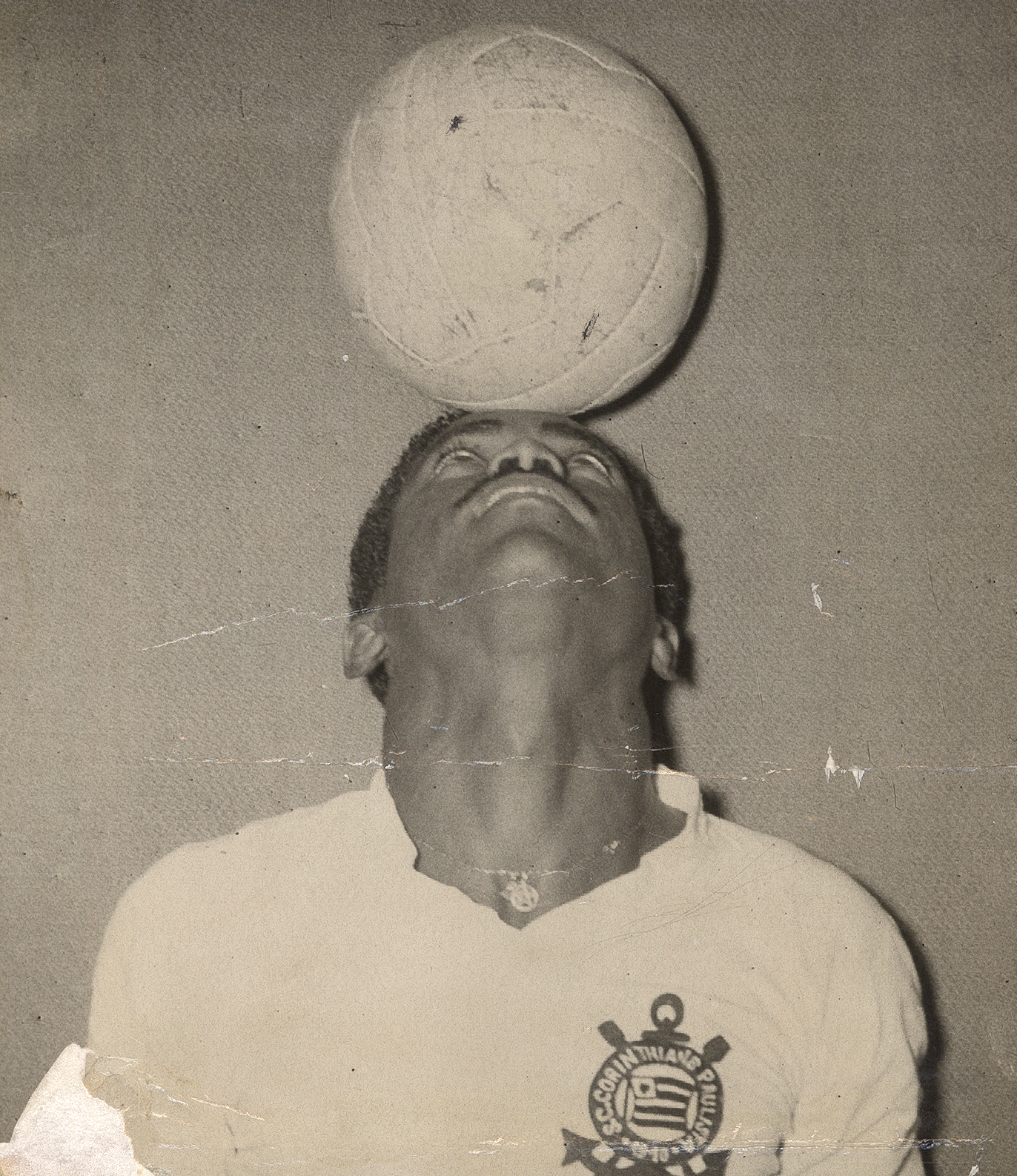
Baltazar, grande artilheiro corinthiano, que tinha a alcunha de Cabeçinha de Ouro, por seus gols de cabeça que inspiraram a canção "Gol de Baltazar", popular até os dias de hoje

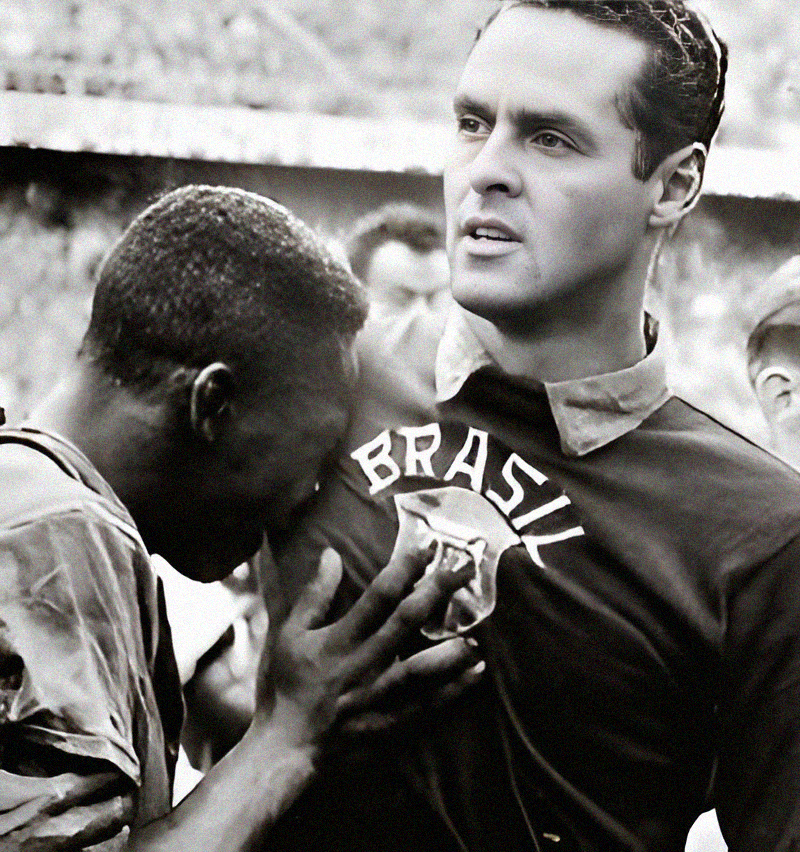
Gilmar, considerado o maior goleiro da história do Corinthians, defendeu o clube durante 10 anos, de 1951 a 1961 (à direita na foto, com Pelé, após a vitoriosa final da Copa do Mundo de 1958)

Em 1950, ano da disputa da Copa do Mundo de futebol no Brasil, a equipe foi campeã pela primeira vez do Torneio Rio-São Paulo, competição disputada entre as principais equipes dos estados de São Paulo e Rio de Janeiro. Em 1951, no Campeonato Paulista, a linha de frente composta por Carbone, Cláudio, Luisinho, Baltazar e Mário marcou 103 gols em 28 partidas. Com esse desempenho, a equipe conquistou o título, além de ter Carbone como maior marcador da competição, com 30 gols. O clube venceria também o título paulista de 1952.
Em 1953, num torneio realizado na Venezuela, o Corinthians conquistou sua primeira competição envolvendo equipes de diferentes continentes, a Pequena Taça do Mundo. Na ocasião, o Corinthians foi a Caracas, capital venezuelana, e conseguiu seis vitórias consecutivas, contra as equipes da AS Roma, do FC Barcelona e da Seleção de Caracas. Também em 1953 conquistou novamente o Torneio Rio-São Paulo. Em 1954 o Corinthians recebeu a Taça do IV Centenário de São Paulo ao conquistar o campeonato estadual. No mesmo ano, alcançaria o bicampeonato do Torneio Rio-São Paulo.

### 1955 - 1976: o jejum

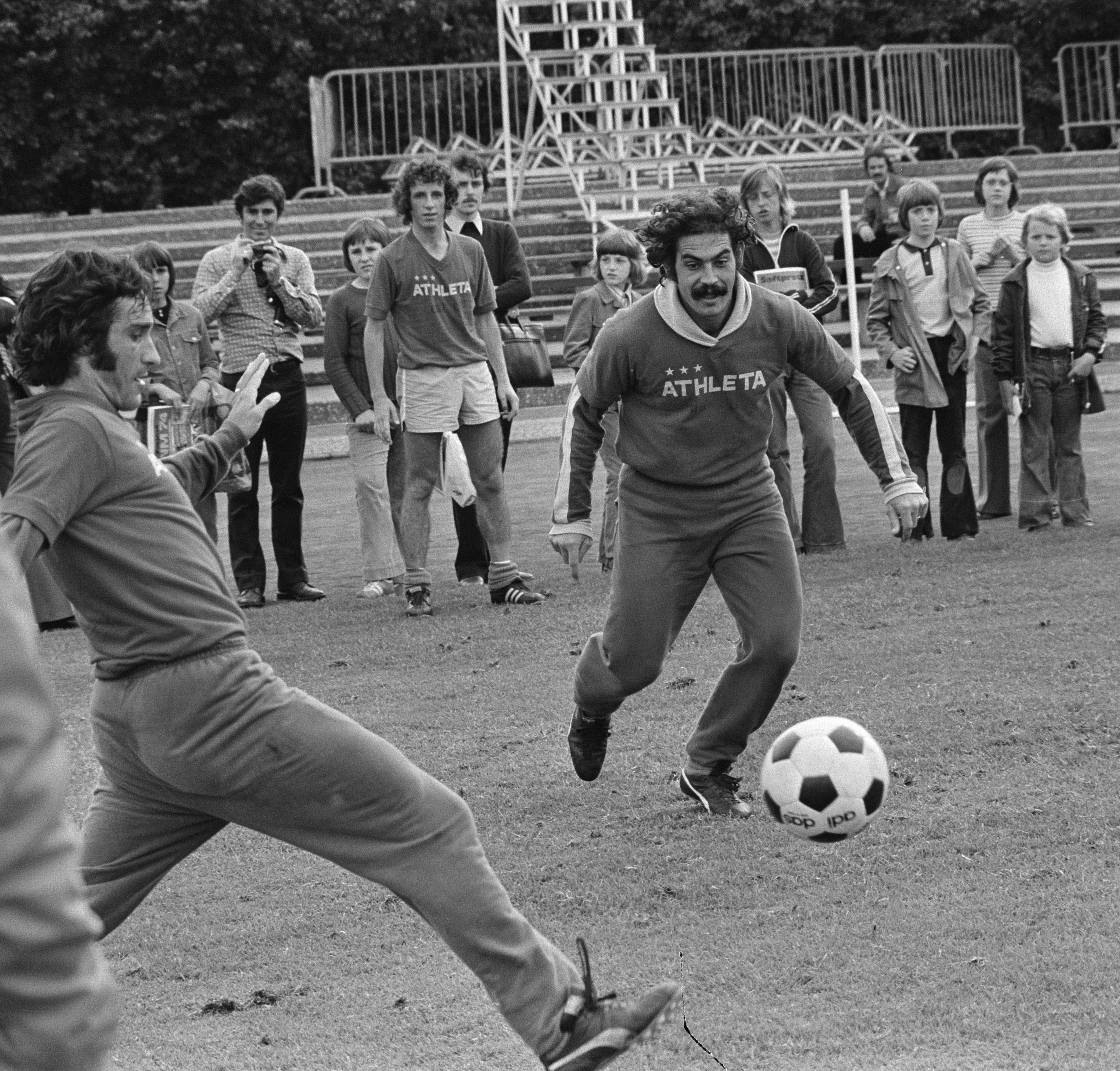
Embora tenha conquistado apenas um grande título pelo Corinthians (o Torneio Rio-São Paulo de 1966), Rivellino (aqui em uma foto tirada durante um treinamento na Copa do Mundo de 1974) é, ainda assim, considerado por muitos como o maior jogador da história do clube

Entre 1955 e 1977, o futebol do clube somente conquistou uma competição dentro do país: o Torneio Rio-São Paulo de 1966 (dividido com Botafogo, Santos e Vasco, em virtude da Copa do Mundo na Inglaterra; os quatro times eram semifinalistas, porém a Copa tornou impossível o término da disputa). Nesse período, os seguidores do Corinthians receberam o apelido 'Fiel Torcida'. Também nesse período, o Santos FC, de Pelé, dominava o futebol na época, conquistando 2 libertadores e 2 torneios intercontinentais (1962-1963).
Uma das lendas mais conhecidas do Corinthians é a suposta maldição lançada por Pelé: O time fora o campeão paulista do quarto centenário da cidade de São Paulo, em 1954. O menino Pelé foi apresentado, logo em seguida ao time e recusado. Jurou que enquanto jogasse futebol, o Corinthians não seria campeão paulista. 23 anos depois, em 1977, Pelé abandonou definitivamente os gramados e o Corinthians naquele ano voltou a ser campeão paulista. conseguiu estabelecer a marca de onze anos sem ser vencido pelo Corinthians por campeonatos paulistas.
O clube conseguia vencer algumas competições fora do Brasil, como o Torneio de Torino (1966 e 1969), o Torneio Costa do Sol (1969) e o Torneio Internacional de Nova Iorque (1969). Porém, todas eram competições amistosas.
Em 1971 começou a ser disputado o Campeonato Brasileiro. O Corinthians conseguiria, nas duas primeiras edições, o 4º lugar. Nos dois anos seguintes suas campanhas não tiveram tal nível, melhorando em 1975 quando o clube alcançou a 6ª colocação, porém em 1976 o clube conseguiria sua melhor colocação até então, alcançando o 2º lugar.

### A invasão corintiana e o fim da angústia

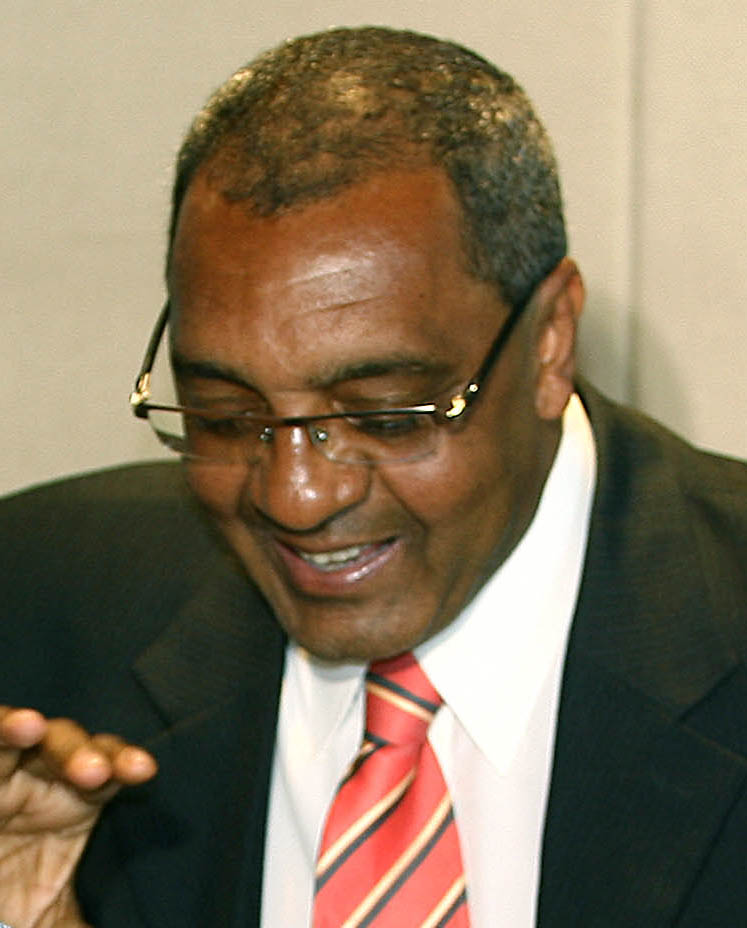
Basílio foi o autor do histórico gol que acabou com o jejum de 23 anos sem títulos, em 1977 (aqui, no Palácio do Planalto, em foto de 2007)

Nas semifinais de 1976, o Corinthians enfrentou o Fluminense. No dia 5 de dezembro, se disputaria, no Estádio do Maracanã (no Rio de Janeiro) a segunda partida dessa fase da competição. A equipe 'mandante' era o Fluminense, já que a primeira partida foi disputada em São Paulo. Porém, os corintianos, apoiados por torcedores de outras equipes do Rio de Janeiro, compareceram em grande número, chegando a dividir as localidades do estádio com os seguidores da equipe local. Esse fato ficou conhecido como a Invasão corintiana… A partida resultou na classificação do Corinthians para a final, onde terminou sendo derrotado pelo SC Internacional de Porto Alegre.
No dia 13 de outubro de 1977, no Estádio do Morumbi, o Corinthians, comandado pelo saudoso técnico Osvaldo Brandão (o mesmo técnico do título de 1954), voltaria a ser Campeão Paulista após mais de duas décadas, ao vencer a Ponte Preta por 1–0 no terceiro jogo da final, com gol de Basílio. Na penúltima partida da final, que ocorreu no dia 9 de outubro, foi estabelecido o recorde de público do Estádio do Morumbi em um jogo de futebol, ao haver 147.032 pessoas presentes na ocasião.

### 1981 - 1985: a democracia corintiana

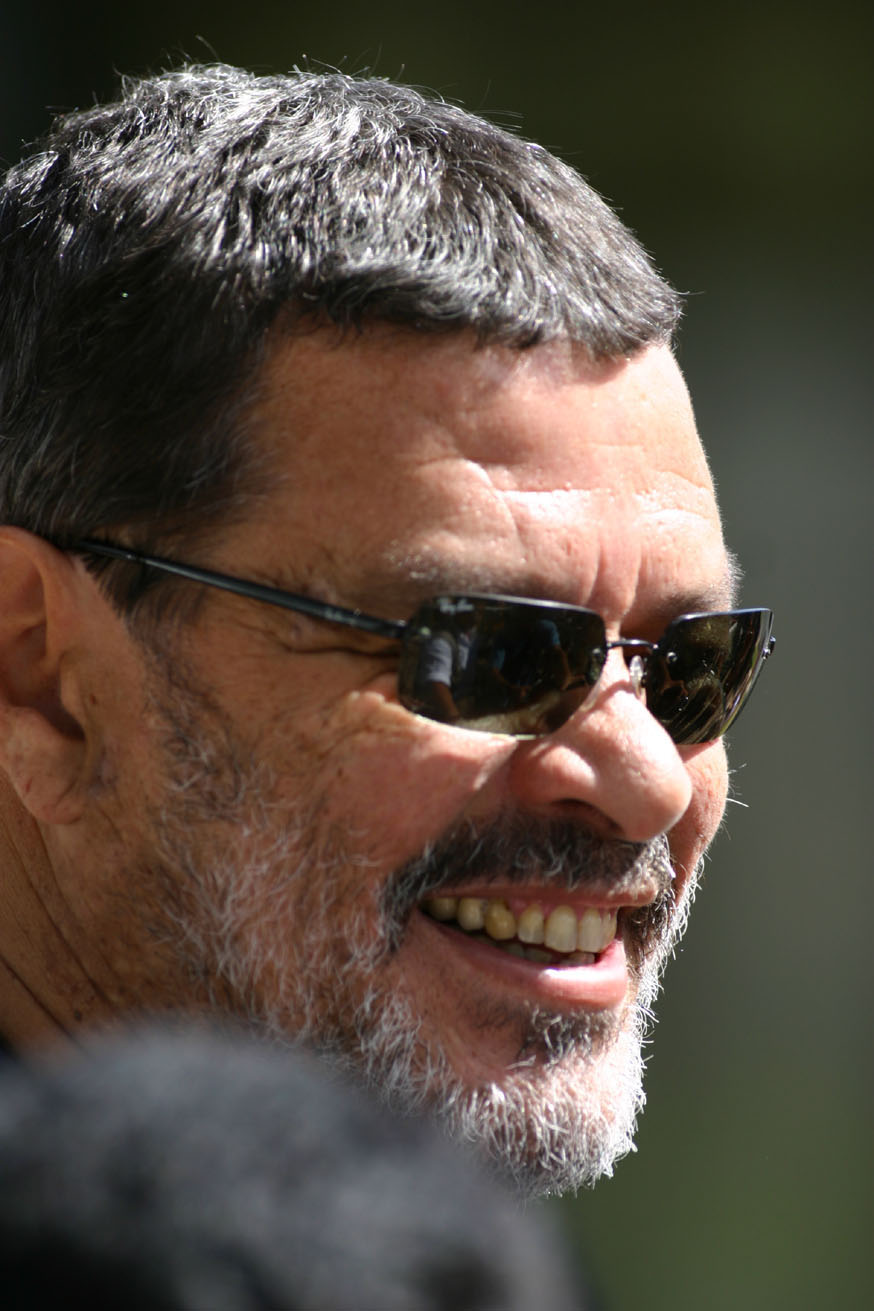
Sócrates, ídolo do Corinthians na década de 1980 e um dos mentores da democracia corintiana

Após quebrar o 'jejum' de títulos paulistas, o Corinthians emplacou na década de 1980 um movimento inovador no futebol mundial, conhecido como democracia corintiana. O movimento teve como marco a luta de um grupo de jogadores por maior democracia dentro do clube, presidido por Vicente Matheus - no cargo desde 1972.
Em 1981, o Corinthians teve uma de suas piores temporadas de sua história. O time terminou na 26ª posição no Campeonato Brasileiro, e amargou um oitavo lugar no Campeonato Paulista. Este mal desempenho no estadual levou o time para a disputa da Taça de Prata de 1982, equivalente atual da segunda divisão nacional.
Em abril de 1982, Waldemar Pires foi eleito o novo presidente do clube, encerrando o reinado de Vicente Matheus. Pires descentralizou as decisões da diretoria, nomeando vice-presidentes que assumiram setores específicos do clube. Sérgio Scarpelli cuidava das finanças e Washington Olivetto respondia pelo marketing. Foi criado o cargo de diretor de futebol para fazer a ponte entre os jogadores e a diretoria. O indicado para o cargo foi o sociólogo Adílson Monteiro Alves, um cartola inexperiente, mas que sabia ouvir as reivindicações dos jogadores. Entre eles estavam os politizados Sócrates, Wladimir e, mais tarde, Casagrande.
Foi aí que teve início a revolução que, entre outras medidas, liberava os atletas casados da obrigatoriedade da concentração. Todas as decisões eram resolvidas através do voto, das contratações ao local de concentração, além dos próprios atletas se sentirem noDireito de discutir questões de interesse da sociedade civil.
Em campo, a autogestão rendeu o bicampeonato no Campeonato Paulista de 1982 e 1983. No Campeonato Brasileiro, a equipe dirigida pelo técnico Mário Travaglini disputou a Taça de Prata, equivalente da segunda divisão, mas os melhores colocados da primeira fase se classificavam para a segunda fase da Taça de Ouro, a divisão principal, e o Corinthians chegou às semifinais do Campeonato Brasileiro de 1982.
O bom desempenho de atletas como Biro-Biro, Ataliba, Zé Maria, Zenon e Eduardo dentro de campo foi fundamental para legitimar o movimento. No começo, muitos jogadores sentiam receio em manifestar suas ideias, mas com o tempo, ganharam funções fora do gramado. Mas o movimento não era unanimidade. O goleiro Leão, um dos jogadores mais importantes da campanha do Corinthians no Paulista de 1983, não se dava bem com Sócrates e companhia e tinha fama de contra-revolucionário. Outro que tentou tumultuar o ambiente era o ex-presidente Vicente Matheus.
A Democracia entrou em declínio a partir de 1984, quando Sócrates foi para jogar na Fiorentina, da Itália, e Casagrande foi emprestado para o São Paulo. Em 1985, Waldemar Pires tentou eleger Adílson Monteiro Alves como sucessor, mas foi derrotado por Roberto Pasqua. Era o fim da Democracia Corintiana.

### 1985 - 1993: a volta de Matheus e o título brasileiro

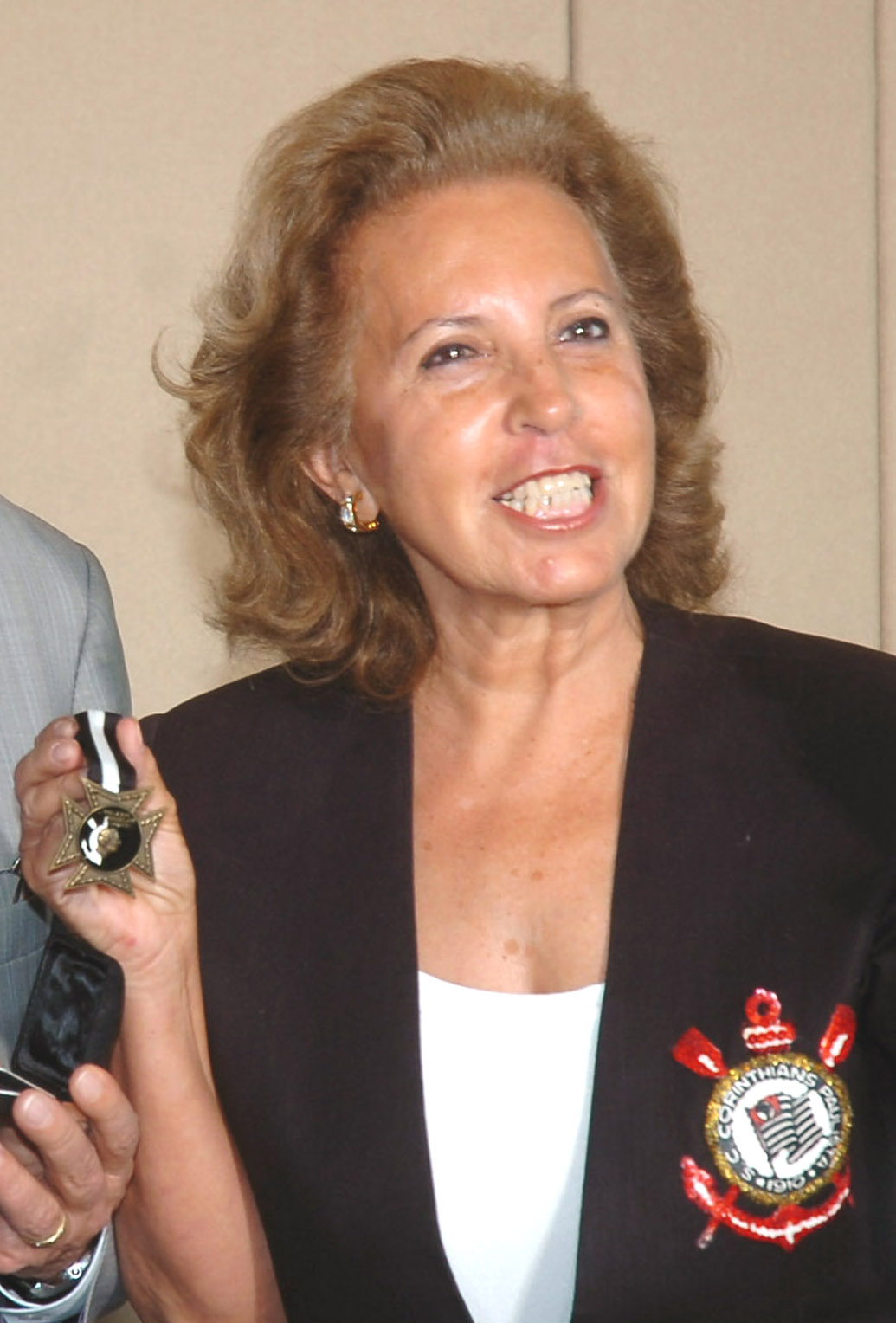
Marlene Matheus assumiu a presidência após a saída de seu marido, Vicente Mateus. Foi a primeira mulher a se tornar presidente do clube

Com o fim da Democracia Corintiana, o Corinthians retomou os velhos princípios que regiam o comando do clube antes deste movimento. Em 1987, houve novas eleições presidenciais, e Roberto Pasqua foi derrotado por Vicente Matheus. Em 1988, o clube conquistava seu 20º campeonato estadual.
Depois de uma temporada em branco, o Corinthians conquistaria em 1990 um dos títulos mais importantes de sua história. Dirigida pelo técnico Nelsinho, a equipe faturou seu primeiro Campeonato Brasileiro. Depois de uma campanha regular na fase de classificação, o time do Parque São Jorge derrotou Atlético Mineiro e Bahia nas quartas e semifinais, respectivamente, e chegou pela segunda vez em sua história à decisão do nacional. O meio-campo Neto foi o grande destaque corintiano nestas partidas decisivas. Na decisão, o Corinthians enfrentaria o São Paulo, tido como favorito na decisão, em duas partidas no Estádio do Morumbi. No primeiro duelo, realizado no dia 13 de dezembro, o time do Parque São Jorge venceu por 1–0, com um gol do volante Wilson Carlos Mano. Na segunda partida, em 16 de dezembro, novamente prevaleceram o talento do meia Neto, a agilidade do goleiro Ronaldo e a raça dos volantes Márcio Bittencourt e Wilson Mano sobre o time de Zetti, Cafu, Leonardo, Raí e companhia. Diante de um público de mais de 100 mil pessoas no Morumbi, o atacante Tupãzinho tabelou com o atacante Fabinho e mandou a bola para as redes de Zetti, aos 9min do segundo tempo, de carrinho, em meio à gigante zaga são-paulina.
Com as duas vitórias, o Corinthians se sagrava campeão brasileiro pela primeira vez e ganhava o direito de disputar, pela segunda vez em sua história, a Taça Libertadores da América do ano seguinte. Em 1991, o Corinthians não conseguiu repetir a temporada anterior. Apesar de iniciar a temporada com a conquista da Supercopa do Brasil, contra o Flamengo (campeão da Copa do Brasil de 1990), o time do Parque São Jorge fracassou na disputa dos títulos estadual, do nacional e do continental. No Paulista, o clube foi derrotado na final, diante do São Paulo. Na Libertadores, após uma campanha regular na fase de classificação, o clube caiu diante do Boca Juniors nas oitavas-de-final. No Brasileiro, o clube sequer chegou na fase semifinal, ficando em quinto lugar na classificação geral. Ainda naquele ano, Vicente Mateus deixou a presidência corintiana. Sua esposa, Marlene Matheus, assumiu o clube e ficaria no cargo até 1993.

### 1993 - 2007: era Dualib
Em 1993, em nova eleição o presidente eleito seria Alberto Dualib, e o clube conquistaria nos anos seguintes o Campeonato Paulista de 1995 e o seu primeiro título na Copa do Brasil e de forma invicta.. Mesmo assim, Dualib imitou a iniciativa do Palmeiras em filiar o clube a um parceiro, que na época tinha um acordo com a Parmalat.
Com isso, veio o primeiro parceiro da Era Dualib, assinado em janeiro de 1997, com o Banco Excel, que patrocinaria sua camisa, por R$ 12 milhões (R$ 5 mi no primeiro ano e o restante parcelado no seguinte). Mário Sérgio, ex-jogador de futebol e treinador do Alvinegro entre 1993 e 1995, foi quem ficou encarregado de gerenciar o futebol e as contratações da equipe. Para causar impacto o banco apostou na chegada de Túlio Maravilha, vindo do Botafogo onde acabará de fazer 100 gols no ano. Outros grandes reforços foram o zagueiro Antônio Carlos, e o volante Rincón e o atacante Edílson.
O primeiro resultado da associação veio logo em junho, com o título paulista. A conquista, aliás, acabou ajudando a abafar a participação de Dualib no "Escândalo Ivens Mendes" - famoso caso em que Dualib foi flagrado em conversa telefônica com então o presidente do Atlético-PR, Mario Celso Petraglia, sobre dinheiro que doaria para a campanha política de Ives Mendes, candidato a deputado federal.
Em 1998, o clube se reforçou com a chegada do técnico Vanderlei Luxemburgo e se aliava com Gamarra, Marcelinho Carioca, Vampeta e Ricardinho. Com isso, o Corinthians voltou a ganhar o Brasileirão. Mas, já no segundo semestre, vivia a incerteza da continuação da parceria. O Excel faliu e foi comprado pelo espanhol Bilbao Vizcaya. Os estrangeiros decidiram não continuar investindo no futebol e apenas cumpriram o contrato até o fim: em dezembro de 1998. A parceria, porém, só foi definitivamente encerrada em janeiro de 1999, depois que o HTMF, que seria a nova parceira do clube, quitou uma dívida do clube com o parceiro anterior.
Com os boatos da falência do Banco Excel, o novo parceiro seria o Banco Icatú, onde suas intenções em patrocinar o Corinthians foram revelada oficialmente no fim de 1998, mas as negociações já aconteciam nos oito meses anteriores.

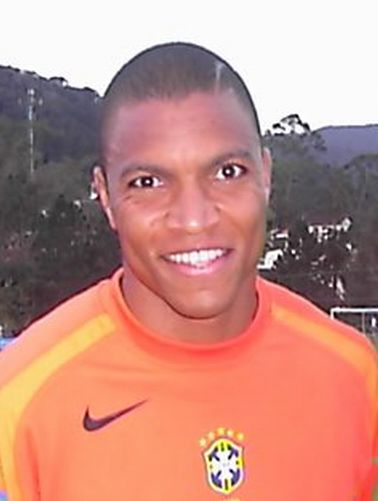
Dida foi campeão brasileiro em 1999 e mundial em 2000.

No papel, a parceria Corinthians-Icatú duraria dez anos, com chance de renovação por mais 20. O banco gerenciaria o departamento de futebol, e, em troca, ficaria com todas as receitas geradas pelo setor. A partir do terceiro ano de parceria o Corinthians passaria a ter participação nos lucros e não precisaria se preocupar com eventuais dívidas. Estava nos planos a construção de um estádio para 45 mil pessoas e a conclusão das reformas do CT de Itaquera. A parceria inclusive teria ajudado no contrato com a Embratel em 1998, porém desentendimentos entre a diregencia do clube e o banco fizeram não sair do papel.
Mal acabou a parceria com o Banco Excel e logo acertou com o Hicks, Muse, Tate & Furst Incorporated - HTMF (atual Traffic) em abril de 1999. Apesar de a verba ser maior do que a de Icatú e Excel (R$ 100 milhões só no primeiro ano, incluindo despesas para sanar dívidas, acertar contratações,finalizar CT de Itaquera e claro com a construção de um estádio), os moldes eram parecidos e também duraria, inicialmente, dez anos - com chance de renovação por mais dez.
A principal medida decorrente da parceria foi a transformação do departamento de futebol corintiano em empresa, com o nome "Corinthians Licenciamento Limitada Hicks Muse". Em troca dos investimentos milionários para formar equipes vencedoras, o time teve de ceder em alguns pontos, como, por exemplo, deixar de lucrar em transferências. Na hora de vender jogadores contratados já na época do HTMF, o clube ficava com apenas 15% do total. E os lucros com revelações que surgissem no período da parceria eram divididos em 50% para cada uma das partes.
Com a base montada já pelo Excel, trouxe mais reforços e transformou o time num verdadeiro esquadrão, porém o ano começou com baixa com a saída de Luxemburgo, que foi comandar a seleção brasileira, mas com os reforços de Dida, Luizão, Fernando Baiano e Fábio Luciano. Mesmo assim, a equipe faturou o Paulistão e o Brasileirão de 1999. Por ter sido campeão brasileiro do país sede (Brasil) ganhou o direito de participar do primeiro Mundial de Clubes, comprado pela FIFA em 2000, onde venceu o CR Vasco da Gama nos penaltis e se sagrou campeão.
Fora de campo outro destaque. Em 2000 o deputado estadual paulista Afanásio Jazadji (PFL) submeteu o projeto de lei nº160 com o objetivo de declarar o Corinthians patrimônio cultural, social e esportivo do estado.
Após a eliminação da equipe na Copa Libertadores da América desse mesmo ano pelo Palmeiras na fase semifinal, vários jogadores, como Marcelinho Carioca e Edílson, e o técnico Oswaldo de Oliveira saíram do clube. Apesar disso, essa até então foi a segunda melhor campanha do time na libertadores até os dias atuais e tendo o atacante Luizão como um dos maiores artilheiros da história do torneio. Mas após isso, a equipe terminou na penúltima colocação do Campeonato Brasileiro de 2000, chegando a perder nove partidas consecutivas.
Mesmo com a saída de grandes jogadores, o clube ganharia o Paulistão de 2001, e no ano seguinte, comandada por Carlos Alberto Parreira, a equipe alcançou sua quinta conquista do Torneio Rio-São Paulo, vencendo o São Paulo FC, em 2002. No mesmo ano, o clube venceu a Copa do Brasil, derrotando o Brasiliense na final. A Copa do Brasil marcou o fim da parceria com a HTMF, após uma sequência vitoriosa de títulos. Após isso, essa fase ficou marcada pela saída do goleiro Dida que foi para o Milan e de Luizão que foi para o Grêmio. Ambos grandes ídolos da torcida.
Já sem parceiro e sem alguns de seus principais jogadores, o clube chegou às finais do Campeonato Brasileiro, mas acabou derrotado pelo Santos FC.
Em 2003, o clube conquistaria seu 25º Campeonato Paulista de futebol , mas o ano terminaria com a eliminação da equipe na Taça Libertadores da América e com uma 11ª colocação no Campeonato Brasileiro.
A última parceria foi com a Media Sports Investiment - MSI, aprovada numa reunião conturbada do Conselho Deliberativo, em novembro de 2004. Os opositores do MSI reclamavam principalmente por não saber a origem do dinheiro e por suspeitar que seria ilícito, dúvida que ganhou mais força em 2007.O acordo determinava que a parceria deveria durar dez anos, e o grupo comprometeu-se a cuidar do departamento de futebol profissional do clube contratando atletas, pagando salários, dívidas, e prometendo a construção de um estádio
A parceria tinha como principais nomes Boris Berezovsky, magnata russo que está exilado em Londres, procurado por fraudes em seu país de origem, seria o verdadeiro investidor corintiano. O iraniano Kia Joorabchian, que ainda é, pelos menos oficialmente, presidente do MSI, é considerado apenas um laranja. O parceria tinha também como aliado o dono do Chelsea, Roman Abramovich.
A parceria mal começou e Berezovsky e Kia, ao lado de Alberto Dualib, Nesi Curi e outros membros da parceria, eram acusados pela Justiça de lavagem de dinheiro e formação de quadrilha.
A MSI pareceu no começo, uma "parceria dos sonhos" contratando jogadores a peso de ouro, como o argentino Carlitos Tevez e Mascherano e os brasileiros Nilmar, Roger, Carlos Alberto e Gustavo Nery (onde todos os brasileiros estavam em clubes europeus). Com isso, o time ganhou o apelido de "galácticos", em comparação ao também time de grandes jogadores do Real Madrid, onde o time tinha o mesmo apelido.
No dia 4 de dezembro de 2005, o Corinthians alcançou seu quarto título brasileiro na cidade de Goiânia, mesmo perdendo para a equipe do Goiás, já que o SC Internacional, única equipe que ainda possuia possibilidades de ser campeã, junto ao Corinthians, perdera sua partida em Curitiba.
Com a conquista, os jogadores foram até o Palácio do Planalto visitar o presidente da República Lula, que é torcedor do Corinthians.

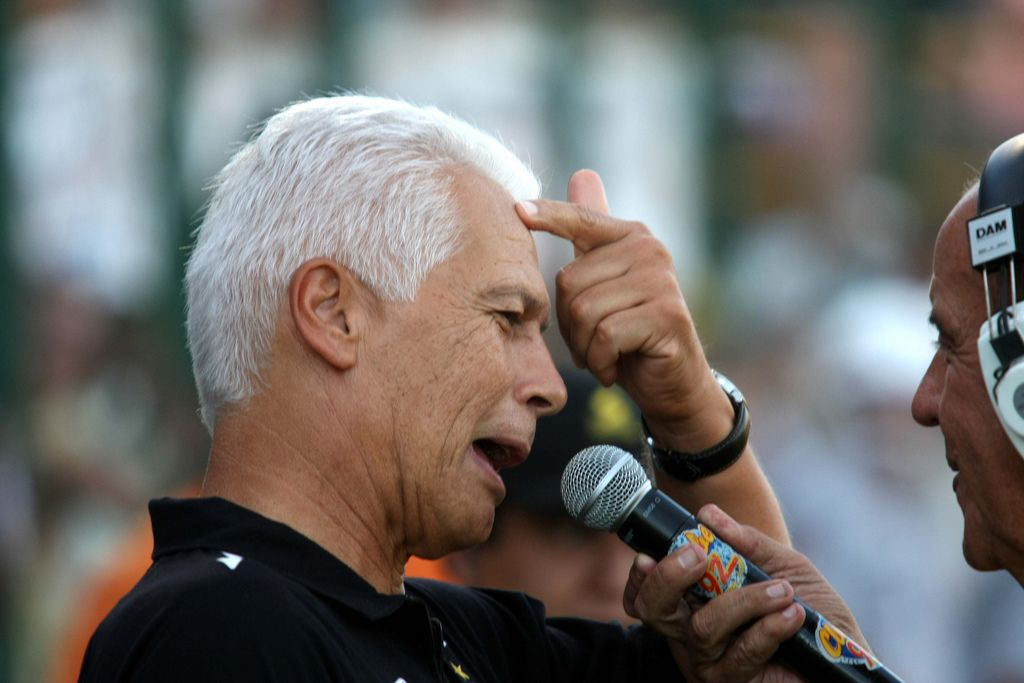
A chegada de Leão coincindiu com a saída dos principas craques do clube.

Em 2006 a parceira investiu menos que no ano anterior, mas além de manter a maior parte do elenco (a ausência do goleiro Fábio Costa, que foi para o Santos, foi a mais sentida), o clube apostou na volta de Ricardinho, que estava no Santos, e nas promessas Ramon e Renato, do Atlético-MG, além de outros jogadores menos badalados.
Com o grande objetivo em conquistar a América, o clube foi novamente eliminado da Taça Libertadores, pelo River Plate da Argentina nas oitavas-de-final, assim como em 2003. Revoltados, muitos torcedores tiveram um grave enfrentamento com a polícia dentro do próprio Estádio do Pacaembu na tentativa de invadir o campo de jogo, provocando o encerramento antecipado da partida.
A primeira fonte de desentendimento foi a volta de Marcelinho Carioca, bancada pelo presidente do clube e não pela parceira, que deveria ser a responsável pelas contratações. Porém, houve problemas dentro de campo (mau desempenho nos campeonatos e desentendimentos de jogadores entre si e do ídolo Tevez com a torcida) e fora (o técnico Emerson Leão se desentendia com os argentinos e depois com C. Alberto, Kia e Dualib estavam rompidos, não havia mais tanta injeção de dinheiro como antes etc). O clube passou o ano em branco e viu seus principais jogadores saírem tanto em agosto, na janela de transferência para o mercado europeu (Tevez e Mascherano foram para o desconhecido West Ham da Inglaterra), quanto no final de ano (Carlos Alberto, Gustavo Nery, Sebá, Ramon, Renato entre outros).
Ainda naquele ano, quando o José Serra assumiu a prefeitura de São Paulo, foi criado o Dia do Corinthians, no dia da fundação do clube, 1º de setembro.

### 2007: troca de presidente e rebaixamento

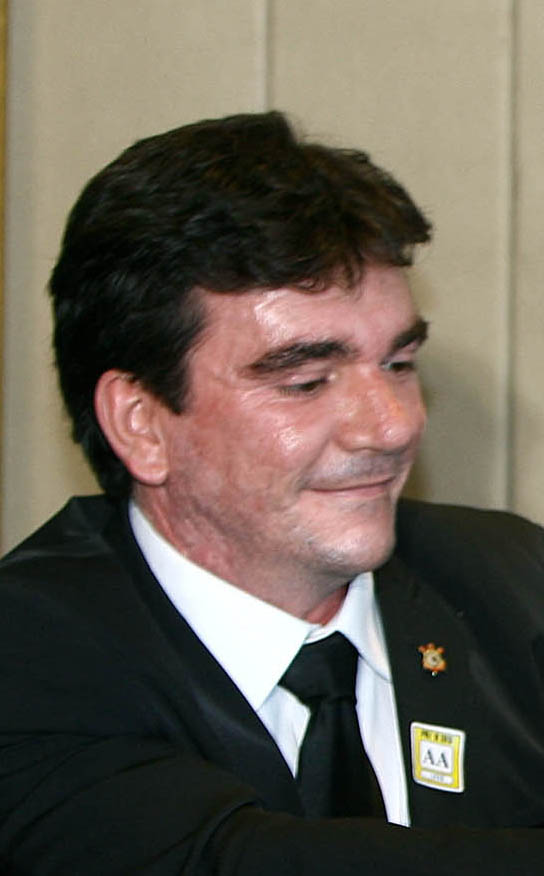
Andrés Sanchez, Presidente do Corinthians de 2007 a 2011.

Em 2007, a crise entre a parceria e o clube se concretizava com as poucas contratações feitas. Após o Campeonato Paulista, os poucos jogadores que chegaram por intermédio da MSI, como Roger, Amoroso, Marcelo Mattos e Magrão, deixaram a equipe. O clube então apostou em vários atletas do Bragantino, equipe semifinalista do Campeonato Paulista, e recebeu de volta o emprestado Gustavo Nery, além de fechar contrato com o experiente volante Vampeta. Para o comando, a saída de Leão foi substituída pelo interino Zé Augusto em uma partida até a chegada de Paulo César Carpeggiani, que não atuava em uma equipe desde 2004.
Em 24 de julho, o Conselho Deliberativo corintiano votou de forma unânime pelo fim do acordo com a MSI, que deveria durar até 1º de dezembro de 2014. Na semana seguinte o presidente Alberto Dualib e seu vice Nesi Cury pediram afastamento da presidência por 60 dias, antes da assembléia do dia 7 de agosto que viria a decidir o afastamento por tempo indeterminado de ambos. Com isso, um dos vice-presidentes, Clodomil Orsi, assumiu interinamente a presidência corintiana.
Com as saídas de Carpegiane, o clube trocaria de técnico mais duas vezes Assumindo José Augusto, treinador nas categorias de base corintianas, que comandou a equipe até setembro, quando foi substituído por Nelsinho Baptista.

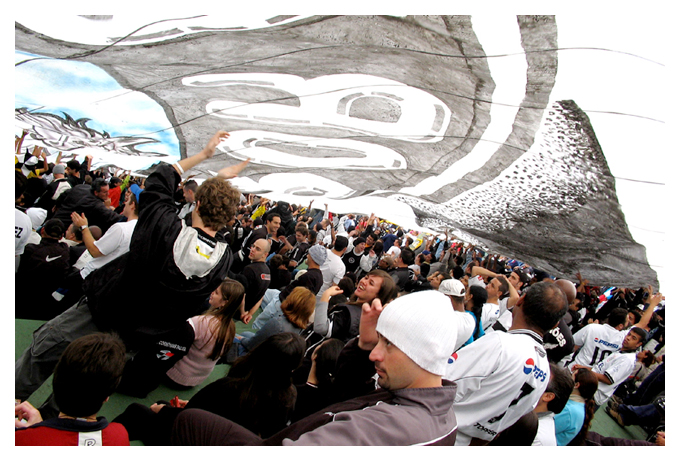
Mesmo com a ameaça de rebaixamento, a torcida permaneceu apoiando o time.

Ainda nesse mês, Alberto Dualib renunciou definitivamente à presidência do Corinthians, após sofrer pressão da diretoria para deixar o cargo ao ser acusado de corrupção, lavagem de dinheiro e formação de quadrilha. Após isso, foi aberto o processo para novas eleições, realizadas em 9 de outubro. A vitória foi de Andrés Sanchez, ex-aliado de Dualib e da MSI.
Constantemente ameaçado em cair para a Série B, o clube caiu para a segunda divisão no dia 2 de dezembro de 2007, após o empate com o Grêmio, e a vitória do Goiás sobre o Internacional, após o arbitro voltar dois penaltis a favor do Goiás, que o goleiro Clemer havia defendido. O clube então acabou terminando a competição na 17ª colocação, sendo rebaixado à Série B do Campeonato Brasileiro. Em contraste, a equipe Sub-17 conseguiu seu terceiro título do Campeonato Paulista, completando uma série de 56 partidas sem derrota.

### 2008-2009: o ano da superação e a volta por cima

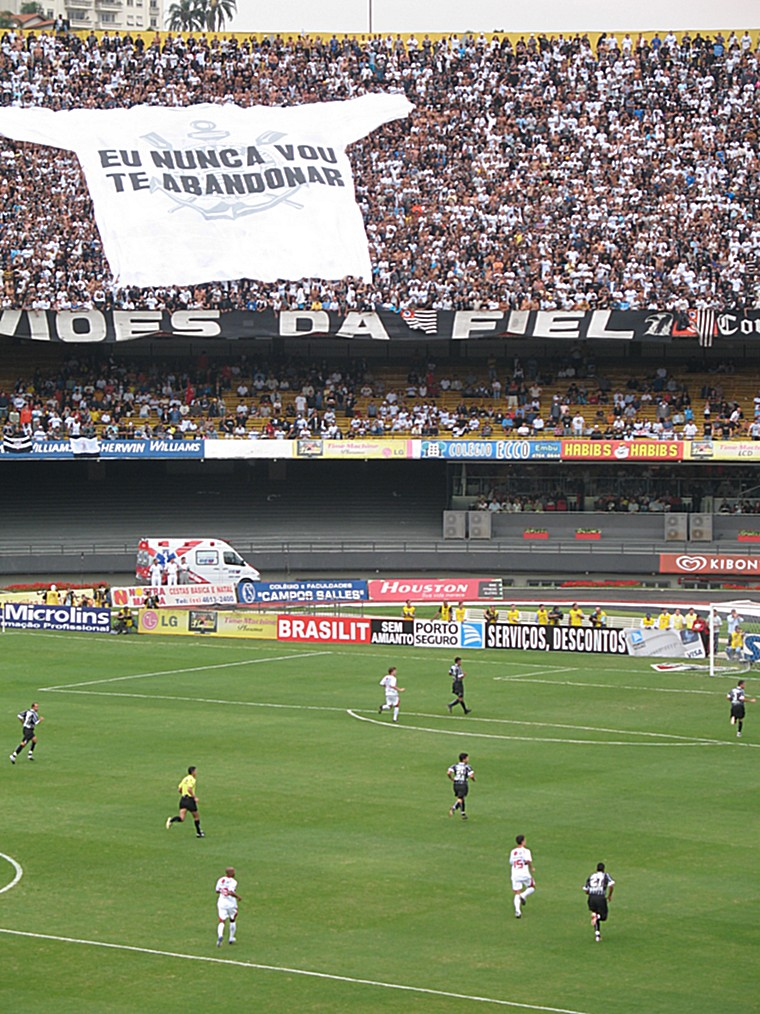
A torcida sempre esteve ao lado do time durante a passagem pela Série B.

Após o rebaixamento em 2007, o Corinthians se prepara para um ano de mudanças e transformações. A começar pela direção, com as saídas de Alberto Dualib e Nesi Cury em definitivo do clube e a contratação do diretor técnico de futebol, o ex-jogador Antônio Carlos, que já teve uma passagem pelo clube em 1997 onde foi Campeão Paulista. A presidência provisória do time ficou nas mãos de Andrés Sanchez, que tempos depois seria eleito presidente do clube, ao lado de seu vice de futebol Mario Gobbi Filho.
Com um lema de "Renovação e Transparência", Andrés Sanchez deu uma nova cara ao clube. Projetos de marketing, como camisas comemorativas, celulares, viagens, planos de ingressos entre outros, inexistentes em outras diretorias foram criados e bem adotadores pela torcida.
A primeira mudança do time em campo foi a contratação de um novo técnico, o que já se especulava ainda no ano passado, onde muitos diziam que mesmo que o clube escapasse do rebaixamento, o então técnico Nelsinho Baptista não ficaria no comando do clube. O escolhido foi Mano Menezes, que já havia conseguido o título da 2ª divisão em 2005 com o Grêmio.
Após um pacotão de contratações e uma lista enorme de dispensas, o destaque ficou pela permanência de Felipe, ídolo da equipe ano passado mesmo com o rebaixamento.
Para o patrocínio, o clube encerrou o contrato com a Samsung e acertou com a Medial Saúde, pagando o referente a 16,5 milhões de reais em um contrato de um ano, se tornando o maior patrocínio de clubes brasileiros na época, superando os R$16,2 milhões pagos ao Flamengo, e os R$16 milhões do São Paulo.
Com um elenco ainda recente, o Corinthians conseguiu ficar em 5º lugar no Campeonato Paulista e chegar a final da Copa do Brasil. Destaques para a estreia do Paulistão com oito novos jogadores, e que mesmo assim consegui vencer o Guarani por 3–0, e as oitavas-de-final da Copa do Brasil, onde após perdeu o primeiro jogo para o Goiás por 3–1. A torcida lotou o Morumbi no jogo da volta, e a equipe se classificou com uma goleada de 4–0, onde torcedores e jogadores revidaram as provocações de um dirigente do Goiás, que disse que iria "chupar uvas roxas", após o jogo, em alusão ao 3º uniforme do Corinthians, que era da cor roxa.
No Brasileiro da série B, o time estreou contra o CRB, no Pacaembú e venceu por 3–2. Durante toda a competição, a torcida mostrou o seu apoio ao time do coração, lotando os estádios por onde o time jogava, dentro ou fora de São Paulo, e criando "hits" que ficaram famosos inspirados em grandes cantores como Roberto Carlos, e Tim Maia. A equipe bateu todos os recordes da Série B, elhor ataque (67 gols feitos) e a defesa mais eficiente (22 gols sofridos), além da classificação mais cedo para a Série A, que ocorreu na 32ª rodada após vencer o Ceará por 2–0, (a 6 jogos do fim da competição e 11 pontos do segundo colocado)e conquistar o título dois jogos depois, contra o Criciúma vencendo por 2–0.
Nos últimos jogos o clube teve a participação de líderes de torcida, comuns no Estados Unidos, em esportes como basquete, baseball e futebol americano. No ano seguinte as líderes de torcidas se tornariam comuns durante o Campeonato Paulista, com todas as equipes do campeonato.

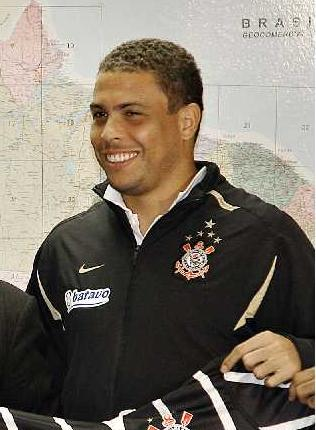
Ronaldo foi contratado no final de 2008 e se tornou um dos maiores nomes no ano de 2009.

Em 9 de dezembro de 2008, o presidente corintiano Andrés Sanchez através do site oficial do clube acertou a contratação do atacante Ronaldo Luis Nazário de Lima, o "Ronaldo Fenômeno" que acertou a sua volta ao Brasil depois de 14 anos pelo Corinthians. Em 12 de dezembro, a diretoria organizou uma festa pela chegada do jogador no clube com a presença de torcedores no Estádio Alfredo Schürig, com ingressos com o valor de 1 kg de alimento não-perecível doados as Casas André Luiz. O contrato só viria a ser assinado em 17 de Dezembro com a presença da diretoria e da imprensa.
No ano de 2009, tinha tudo para ser apenas o ano do retorno a Série A, mas foi muito além disso. Com as bases da série B de 2008 e mais alguns jogadores contratados para 2009, o Corinthians formou uma das maiores equipes dos últimos tempos, comandada por Ronaldo, André Santos, Cristian, Chicão, Alessandro, Douglas, entre outros grandes jogadores do elenco. Iniciou o ano vencendo um amistoso contra o Estudiantes por 5 x 1, esse mesmo time que séria campeão da Copa Libertadores da América no ano de 2009, a ainda mesmo sem ter anunciado um patrocinador para o clube ganhou cerca de 1,5 milhões de reais em patrocínios temporários para a camisa e do estádio. Durante o Campeonato Paulista, o time sagrou-se campeão de forma invicta, com o Fenômeno Ronaldo sendo eleito o melhor jogador da competição, onde o jogador marcou desde gols decisivos como o marcado de cabeça aos 49 minutos do segundo tempo no clássico contra o Palmeiras, até belos gols na semifinal na segunda partida da semifinal contra o São Paulo e na primeira partida da decisão contra o Santos. e com isso se sagrou o melhor jogador da campetição, além de anunciar o patrocionio com a Batavo, onde novamente o Corinthians conseguiu o maior patrocínio do Brasil, com o valor de R$18 milhões por 10 meses de contrato
Ainda em 2009, o Corinthians conquista a Copa do Brasil ao empatar com o Internacional no Estádio Beira-Rio por 2–2 (no jogo de ida o Corinthians havia vencido por 2–0). Além do título, o Corinthians garantiu uma vaga na Copa Libertadores da América de 2010, seu maior objetivo para 2010, ano que o clube completa 100 anos. O fim das conquistas também marcou a saída de importantes jogadores, como André Santos, Cristian e Douglas e uma lesão que afastou Ronaldo por diversos meses. Isso criou um desmanche no time, que com a equipe titular era apelidada de "Os Invencíveis" pela torcida. O desmanche abalou o rendimento do time que agora substituído por jogadores novos, ficou desentrosado, apesar de alguns destaques individuais de alguns novos jogadores, o time acabou terminando o Brasileiro na 10ª colocação e se voltando mais para o projeto do time no ano do centenário

### 2010: o ano do Centenário e a República Popular do Corinthians
No ano de 2010, o Corinthians armou uma equipe para a disputa da Libertadores 2010 (título tão esperado no Parque São Jorge),acertando a contratação de vários jogadores conhecidos, entre eles do pentacampeão com a Seleção Brasileira Roberto Carlos, considerado o maior lateral dos últimos tempos. O time também irá contar com o um dos maiores ídolos da sua história Marcelinho Carioca, porém jogará apenas em amistosos, e terá papel no clube como embaixador no ano do centenário.
O Corinthians formou uma equipe forte, apesar de não ser o time das conquistas de 2009, e com foco na libertadores, o Corinthians manteve Ronaldo só para partidas importantes e manteve um time misto em grande parte do Campeonato Paulista. O time não se classificou e ficou na quinta colocação.
Porém, o Corinthians não conseguiu chegar as quartas de final da competição, onde foi eliminado em maio pelo Flamengo, com uma vitória de 2–1 no Pacaembu, o time foi eliminado devido o fato do time do Flamengo ter marcado um gol na casa do adversário. Mesmo assim, a torcida apoiou o time após a derrota.
Após a eliminação o clube focou no Campeonato Brasileiro, que ficou marcada por uma lesão de Ronaldo, que acabou ficando grande parte do Campeonato fora e da saída do goleiro Felipe, que defendia o time dês de 2007. Foi nesse período onde o Corinthians contratou o meio-campista Bruno César , que acabou se consagrando o artilheiro do time e apresentando futebol ofensivo em clássicos e partidas importantes. Durente esse período, o téncico Mano Menezes é convocado para ser técnico da Seleção Brasileira e deixa o comando do Corinthians, no lugar entra Adilson Batista.
A era Adilson Batista durou pouco e foi cheia de altos e baixos, com ele o time venceu os times mais fortes da tabela apresentando um futebol de gana e ofensividade nos seus jogos importantes tomando a liderança do Brasileiro. Porém após isso, um fato raro no futebol acabou prejudicando o Corinthians no campeonato, quase o time titular inteiro ficou lesionado, o que prejudicou o esquema tático de Adilson. Isso fez o time perder partidas importantes e para times de baixo da tabela. O excesso de derrotas causadas por isso culminou com a saída de Adilson e a entrada do técnico Tite para tentar ainda vencer o Campeonato. Tite conseguiu convencer no Brasileiro, aproveitando a recuperação dos demais jogadores, ele colocou o time titular completo em campo para as partidas finais. Outra coisa que ajudou foi o retorno de Ronaldo, que se recuperou totalmente da lesão. Assim, Ronaldo e Bruno César jogaram juntos pela primeira vez e juntos conseguiram levar o Corinthians de volta a briga ao topo, durante esse período o Corinthians não foi derrotado nenhuma vez no campeonato brasileiro, porém mesmo assim o time acabou em terceiro lugar mas se classificando para a libertadores de 2011.
Para o centenário, o clube anunciou vários movimentos para o aniversário do clube. As ações vão desde doação de sangue, reflorestamento de acordo com a campanha do clube, até shows, camisa especial para a disputa do centenário e o anúncio da construção de um estádio em Itaquera, com a parceria da construtora Odebrecht que arcará com todos os custos da obra. O time também anunciou a República Popular do Corinthians, com direito a RG, Certidão de Nascimento, Carta Magna com as leis do "nação", Passaporte e até Carta de Anistia.
Curiosidade: O Brasão da República Popular do Corinthians é praticamente o mesmo que a seleção russa de futebol usa em suas camisetas. Ele é o brasão da Rússia desde 1993 e é baseado no antigo brasão do império russo.  No brasão da República Popular do Corinthians, São Jorge está em um círculo e olha para a esquerda. No brasão russo, o cavaleiro (que atualmente não é mais identificado como São Jorge) está em um quadrado e olha para a direita. O cetro e a globus cruciger que a águia segura no brasão russo representam poder e autoridade. Eles foram substituídos por um remo e por uma bola de futebol.
No dia do centenário, vários corinthianos queimaram fogos e festejaram saindo aos montes as ruas com a camisa do Corinthians.

### 2011: o drama na Libertadores e a superação
Em 2011 o Corinthians manteve os reforços de 2010. Com a mudança, o Corinthians acabou perdendo dois grandes jogadores, William e Elias. William se aposentou após o brasileiro de 2010 e Elias se transferiu para o Atlético de Madrid. O time então começou o campeonato paulista, que apesar de não ter tido nenhuma grande atuação ganhou alguns jogos e teve uma grande série de empates o que até então mantinha a invencibilidade de Tite que não havia sido derrotado desde sua entrada no clube. A equipe então fez sua estréia na Copa Libertadores da América. No primeiro jogo da competição, empatou sem gols contra a equipe colombiana Deportes Tolima, em jogo realizado no Pacaembu. Mesmo assim o Corinthians continuou as disputas no paulista, vencendo alguns jogos e permanecendo invicto. No jogo de volta, em Ibagué, o Tolima surpreendeu a equipe paulista, que foi derrotada pela primeira vez no comando de Tite perdendo por 2–0, em um jogo extremamente conturbado sendo eliminada do torneio ainda na pré-fase. A derrota gerou um momento de drama no clube que não era vivido desde o rebaixamento. Isso culminou com a saída de Roberto Carlos e do volante Jucilei, em seguida deram como certa a venda de Bruno César para o Benfica e Dentinho para o Shakhtar Donetsk da Ucrânia. O time viveu alguns momentos delicados e na sequência Ronaldo decretou sua aposentadoria como jogador de futebol alegando dores e problemas físicos. Assim o Corinthians seguiu no campeonato paulista e para suprir a vaga de Ronaldo, o time trouxe de volta de Portugal o veterano Liedson que havia sido campeão paulista pelo clube em 2003. Com tudo, Tite permaneceu no Corinthians, Bruno César e Dentinho continuaram no clube até o fim do campeonato paulista, com isso o Corinthians se reergueu fazendo grandes jogos e se classificando para a fase final e assim passando por Linense e Palmeiras em uma semifinal na qual o Corinthians derrotou seu maior rival nos pênaltis e em seguida perdendo na final para o Santos. Logo após o final do Campeonato Paulista, o Corinthians trouxe de volta o atacante Adriano, que se lesionou e ficou por uns meses se recuperando. No início do campeonato, o Corinthians venceu o São Paulo por 5–0 e o Botafogo por 2–0, em um jogo onde o goleiro Julio César fraturou o dedo nos últimos minutos, mas continuou jogando até o final do jogo. Em seguida, as lesões novamente atrapalharam o Corinthians, que perdeu vários jogadores em diversos jogos, entre eles Liedson. Mesmo assim o Corinthians continuou na liderança praticamente o campeonato inteiro. Nesse período Paulo André ganhou espaço, entrando na vaga de Chicão, que acabou ficando fora de uns jogos por problemas com o time. Ao final do campeonato, todos os jogadores se recuperaram, inclusive Adriano que participou dos últimos jogos.
O Corinthians se sagrou campeão em um jogo emocionante contra seu maior rival Palmeiras (que não disputava o título e amargurava a décima primeira colocação na tabela), no mesmo dia em que faleceu um dos maiores jogadores de sua história: Sócrates, herói pelo clube na época da democracia corintiana. O jogo foi tenso do começo ao fim, com direito a grandes confusões onde quatro jogadores acabaram expulsos, incluindo Valdivia, camisa dez do Palmeiras e veterano rival do clube. O Corinthians só precisava de um empate. Nesse jogo, Chicão e Jorge Henrique, que haviam ficado fora de alguns jogos, voltaram para o time. O jogo terminou com o empate de 0–0, dando assim o título de Campeão Brasileiro de 2011 para o Corinthians, que conseguiu novamente a vaga para a Taça Libertadores da América.

### 2012
No dia 11 de fevereiro de 2012, ocorreram as eleições presidenciais no clube e Mário Gobbi foi eleito presidente do time e sucessor de Andrés. Em março foi oficializada a saída do jogador Adriano, após uma série de desavenças no clube.[carece de fontes?]
O Corinthians manteve todos os reforços do time campeão brasileiro de 2011 para a disputa do campeonato paulista. Douglas, antigo ídolo corintiano, voltou ao clube para ajudar a equipe na campanha de 2012.[carece de fontes?] O Corinthians fez uma campanha excelente na primeira fase da competição, classificando-se em primeiro lugar com 46 pontos e avançando para as quartas de final.[carece de fontes?] Porém, o Corinthians foi eliminado na sequencia, sendo derrotado pela Ponte Preta por 3–2 nas quartas de final.

Escalação de Corinthians e Boca Juniors na Final da Libertadores de 2012

O primeiro jogo da equipe pela Taça Libertadores da América, foi contra o Deportivo Táchira da Venezuela, que acabou empatado em 1–1, com o gol corintiano sendo marcado no último minuto por Ralf. Contra o Nacional do Paraguai, no Pacaembu, venceu por 2–0, conseguindo quatro pontos na classificação. No terceiro jogo, o Corinthians foi até o México onde enfrentou o Cruz Azul e empatou em 0–0, num jogo parelho, conseguindo cinco pontos e encerrando o primeiro turno da segunda fase do torneio.[carece de fontes?]
No primeiro jogo do segundo turno, o Corinthians enfrentou o Cruz Azul em São Paulo, vencendo por 1–0 depois de uma grande apresentação e assumindo a liderança do grupo 6, com 8 pontos. No dia 11 de abril, a equipe foi ao Paraguai, onde derrotou novamente o Nacional, por 3–1, chegando a 11 pontos no Grupo 6. No dia 18 de abril o Corinthians enfrentou novamente o Deportivo Táchira da Venezuela no Pacaembu, sendo a última partida do 2° turno. O Alvinegro do Parque São Jorge venceu o jogo e aplicou uma impiedosa goleada de 6x0. os gols foram marcados por Danilo, Paulinho, Jorge Henrique, Emerson, Liédson e Douglas. Assim, o time encerrou o Grupo 6 como 1° colocado atingindo 14 pontos e avançando às oitavas de final da competição.
Nas oitavas de final, o Corinthians superou o Emelec do Equador, classificando-se com um empate em 0–0 no Equador e uma vitória em casa por 3–0 indo às quartas de final da competição. Nas Quartas de Final o Corinthians jogou contra o Vasco, empatando novamente em 0–0 fora de casa, em São Januário e vencendo no Pacaembu por 1–0 com um gol consagrador de Paulinho, nos minutos finais e avançando as semifinais da competição.[carece de fontes?]
No primeiro jogo das semifinais, derrotou o Santos por 1–0 com gol de Emerson Sheik, na Vila Belmiro. No segundo jogo o Santos saiu na frente com um gol de Neymar, mas o Corinthians empatou com gol Danilo que garantiu a classificação na final.[carece de fontes?]
O clube chegou pela primeira vez a final de uma Libertadores e enfrentou como adversário o tradicional Boca Juniors da Argentina. O primeiro jogo foi dia 27 de junho no estádio La Bombonera e terminou com o placar de 1–1. O Boca Juniors saiu na frente, mas o Corinthians empatou com um gol de Romarinho. A segunda partida foi realizada no dia 4 de julho no Pacaembu. O Corinthians ganhou o jogo por 2–0, com dois gols de Emerson Sheik, garantindo o título de Campeão da Copa Libertadores da América pela primeira vez na história do clube e de maneira invicta.

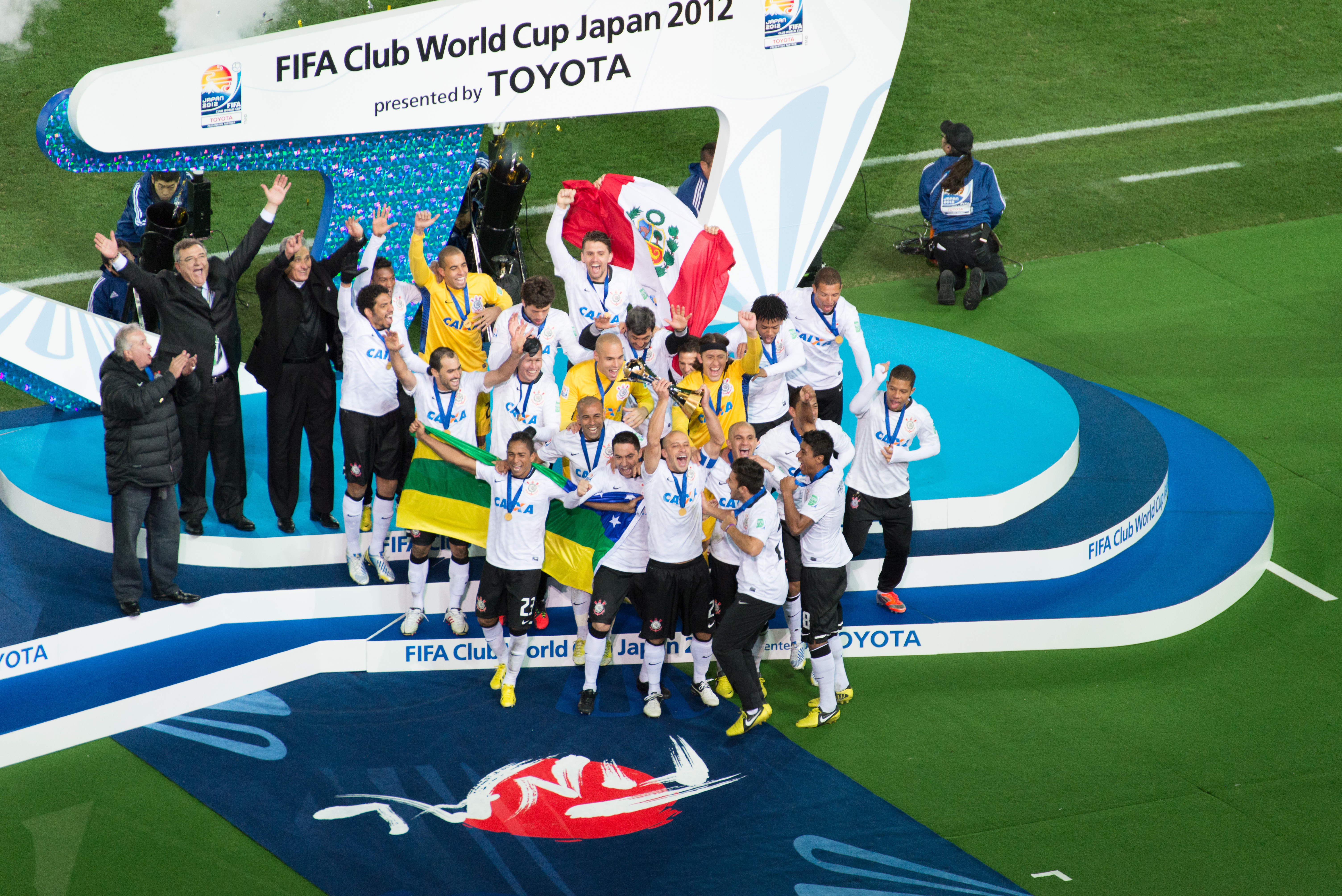
O Corinthians conquistou a Copa do Mundo de Clubes da FIFA em 2000 e 2012 (foto acima)

O time usou o Campeonato Brasileiro de 2012 como uma forma de preparação para o mundial, e mesmo sem entrar na disputa pelo título acabou o campeonato em 6º lugar. Na Copa do Mundo de Clubes, o Corinthians enfrentou o time egípcio Al-Ahly e venceu depois por 1–0, gol do peruano Paolo Guerrero, depois de um jogo truncado, se classificando assim para a final do torneio. Na decisão o alvinegro enfrentou os ingleses do Chelsea F.C., campeão da Liga dos Campeões da Europa, e apontado como favorito. O Corinthians jogou de igual para igual com o clube inglês, chegando até mesmo a ser superior durante alguns momentos da partida, e derrotou o adversário por 1–0, com mais um gol de Guerrero, que terminou por ser o artilheiro do time  no torneio e levando o Corinthians à sua segunda conquista mundial.

### 2013

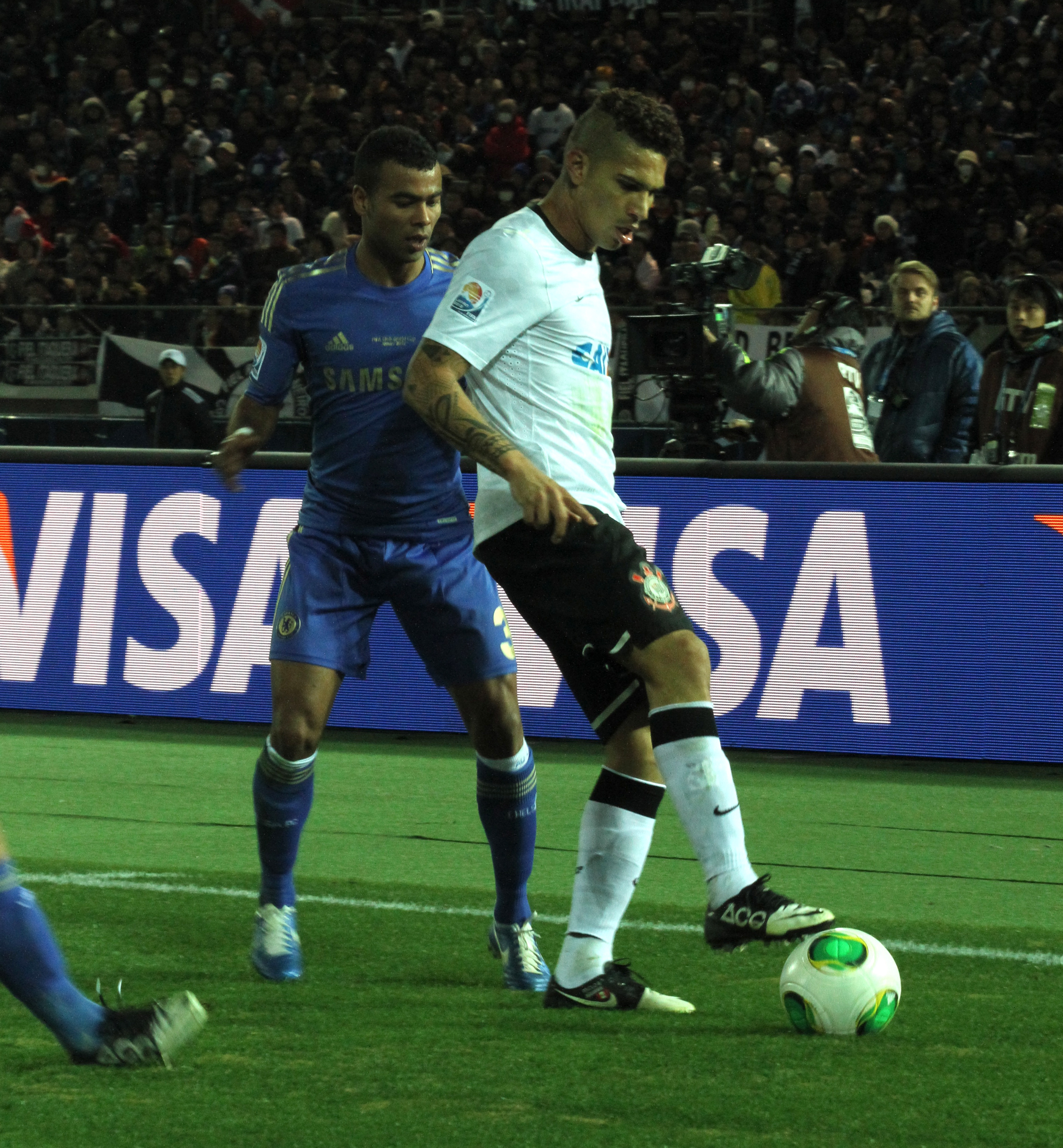
O peruano Paolo Guerrero foi o autor do histórico gol da conquista da Copa do Mundo de Clubes da FIFA de 2012 e de um dos gols da conquista da Recopa Sul-Americana de 2013

Depois de um ano cheio de conquistas, o Corinthians pela primeira vez disputou a Recopa Sul-Americana, um título até então inédito que foi disputado nos dias 3 e 10 de Julho, sendo o primeiro jogo no Morumbi e o segundo no Pacaembu. O Corinthians venceu as duas partidas - 2–1 e 2–0, respectivamente - sagrando-se campeão. O adversário foi o São Paulo Campeão da Copa Sul Americana de 2012. Para o Corinthians o título valeu a Tríplice Coroa Internacional.
O Corinthians disputou a Libertadores novamente, passando na primeira fase. Nas oitavas de final enfrentou o Boca Juniors, repetindo o confronto final do último ano. Na primeira partida na Argentina o Corinthians saiu derrotado por 1–0. Na partida de volta o Corinthians foi eliminado no Pacaembu com placar de 1–1, prejudicado por sucessivos erros de arbitragem de Carlos Amarilla e seus assistentes. Tal arbitragem polêmica teve repercussão internacional já que o Corinthians só foi eliminado por conta dela.
Em 19 de maio de 2013, quatro dias após a eliminação, o Corinthians de Tite foi novamente campeão paulista, vencendo o Santos Futebol Clube e impedindo a conquista do quarto título seguido pelo time santista.
No Campeonato Brasileiro, o Corinthians começou bem, vencendo vários jogos e emplacando, em certo momento chegou até a disputar uma vaga para a Libertadores, mas depois uma série de derrotas e a seca de gols dos seus atacantes foram levando o time cada vez mais para baixo da tabela. O técnico Tite quase foi demitido depois da derrota para a Portuguesa pelo placar de 4–0,mas a situação foi amenizada com a vitória em cima do Bahia por 2–0. Acabou o Brasileirão com 17 empates (maior número de empates da competição) ,27 gols marcados (a segunda pior da competição) , e 22 gols sofridos (a melhor da competição). Na Copa do Brasil, nas oitavas de final, o time enfrentou o Luverdense e perdeu pelo placar de 1–0 fora de casa,mas chegou até as quartas de final vencendo por 2–0 no Pacaembu. Nas quartas de final,enfrentou o Grêmio. Depois de dois placares sem gols, foi eliminado nas cobranças por pênaltis. Ao fim do Brasileiro foi anunciada a saída do técnico Tite presente desde 2010 e do veterano Alessandro, presente em todas as conquistas dessa geração. Apesar de tudo o Corinthians passou toda a temporada sem perder um único clássico paulista, coisa que já não acontecia há muito tempo.

### 2014  O Ano sabático
Depois das últimas vitórias, o Corinthians perder peças importantes de seu elenco como Emerson Sheik, Jorge Henrique, Chicão, Douglas e Alessandro (que se aposentou), que já vinham no clube a anos. Com a demissão do técnico Tite, ficou decidido que Mano Menezes voltaria ao Corinthians depois de sua passagem pela seleção. O Corinthians fez péssima campanha no Campeonato Paulista, perdendo vários jogos seguidos e correndo o risco até de ser rebaixado durante boa parte do campeonato, na reta final o Corinthians ainda reagiu, graças a entrada de Jadson, ex-são-paulino que entrou para o time e se tornou destaque a partir de sua entrada. Assim o Corinthians se levantou no campeonato, mas não a tempo de conseguir se classificar pela próxima fase. Na Copa do Brasil o Corinthians passou pelo Bahia de Feira, Nacional-AM, Bahia e Bragantino até alcançar as quartas de final onde jogou contra o Atlético Mineiro. O Corinthians mesmo sem ser fantástico controlou bem o primeiro jogo em casa e venceu a partida por 2 X 0 sem correr riscos. No jogo de volta em Belo Horizonte, o Corinthians começou jogando bem e logo no início fez mais um gol, mas surpreendentemente tomou quatro na sequencia sendo eliminado da Copa do Brasil em uma das eliminações mais inesperadas de sua história. No Campeonato Brasileiro, o Corinthians teve altos e baixos. Em certos momentos chegou até mesmo a disputar a liderança do campeonato, mas a instabilidade do time atrapalhou bastante, principalmente depois da eliminação na Copa do Brasil distanciaram o Corinthians da disputa pelo título, mesmo assim o Corinthians acabou se classificando para a Copa Libertadores de 2015.
O ano de 2014 acabou sendo também o ano em que o Corinthians concluiu a Arena Corinthians que sediou vários jogos da Copa do Mundo 2014, e a partir dali mandaria seus jogos lá.A temporada também ficou marcada pela volta do ídolo Elias ao clube.

### 2015 A Volta de Tite

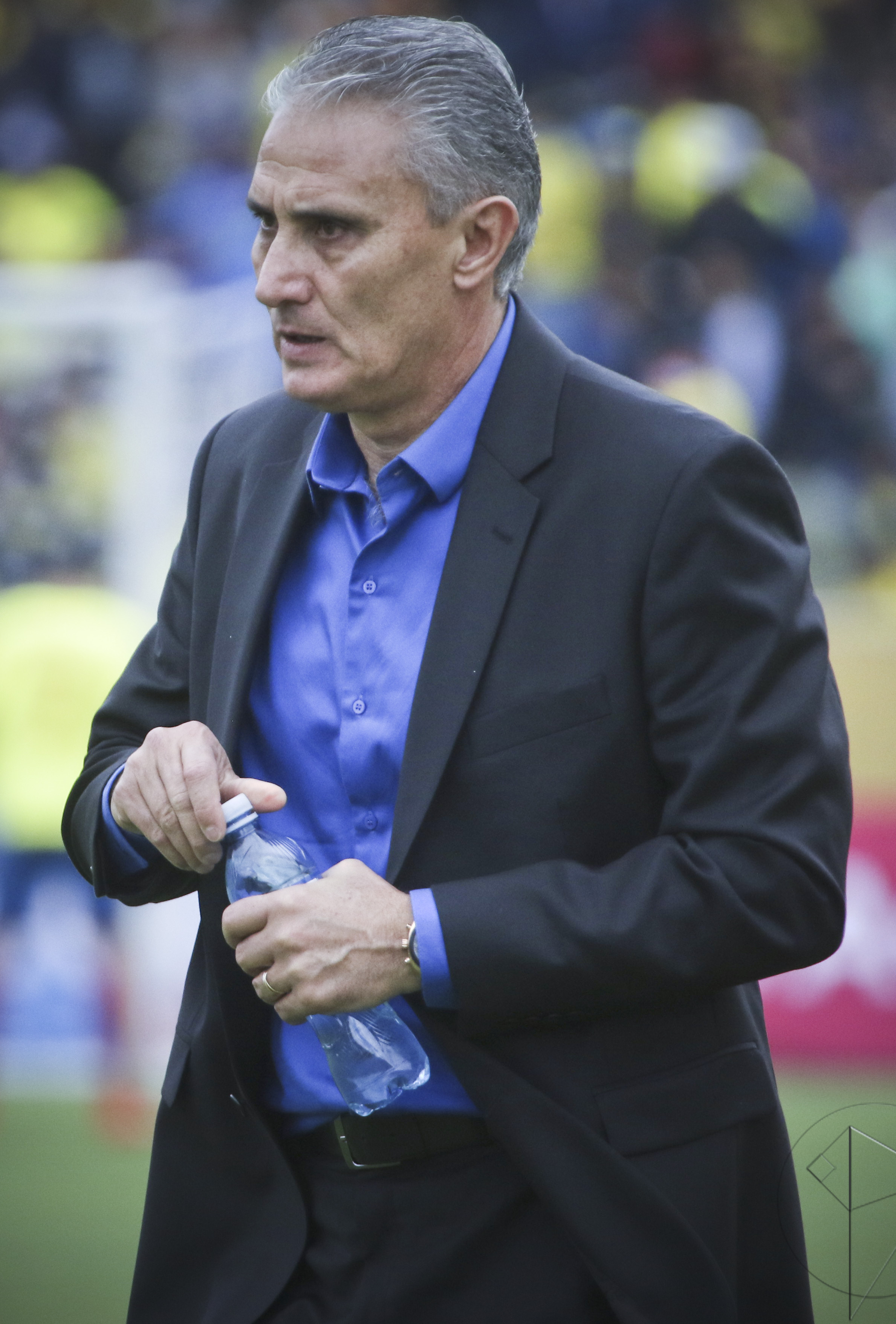
Temporada marcou o retorno de Tite, aclamado pela torcida como o técnico mais vitorioso da história do clube.

Depois da classificação do Corinthians para a Libertadores, Mano vivia muita pressão no Corinthians pela instabilidade do time e principalmente pela eliminação na Copa do Brasil 2014. Mano Menezes foi dispensado e ficou decidido que Tite voltaria para comandar o time na temporada. Emerson Sheik também voltou ao time nesse período. E assim usando um esquema próximo ao de Mano Menezes, o Corinthians iniciou a temporada de maneira arrasadora, se classificando de forma invicta no paulista e fazendo jogos memoráveis na libertadores. Mas após chegar na Semifinal do paulista, o Corinthians jogou contra o Palmeiras e acabou eliminado nos pênaltis numa partida praticamente ganha. O Palmeiras abriu o placar logo no início do jogo mas o Corinthians virou com facilidade e foi superior ao longo de todo o jogo, o placar de 2 X 1 não justificava uma partida onde o alvinegro poderia ter feito bem mais, só que a bola não entrou, o Palmeiras empatou num dos poucos lances que teve no segundo tempo e a decisão foi para os pênaltis. Ainda assim o time alviverde errou e o Corinthians poderia ter vencido caso Elias não tivesse desperdiçado a última cobrança. A disputa seguiu e o Corinthians acabou perdendo e o Palmeiras se classificando para a final. A derrota abalou muito o time corintiano que após isso caiu seu rendimento e foi eliminado fácilmente logo na sequencia na libertadores pelo Guaraní do Paraguai. Na Copa do Brasil o Corinthians foi novamente derrotado com facilidade pelo Santos e já foi eliminado em sua estreia no torneio. Essa época ficou marcada também pela saída do centroavante Paolo Guerrero, herói corinthiano no Mundial de Clubes 2012 e substituído por Vagner Love. No brasileiro, o Corinthians venceu algumas partidas e se manteve entre os primeiros colocados durante o primeiro turno, mas depois de algumas rodadas o time decaiu novamente e começou a oscilar seu desempenho partida por partida. O fraco desempenho dos times que disputavam a ponta fizeram com que o Corinthians mesmo perdendo ficasse próximo dos primeiros colocados, até que o Corinthians venceu alguns jogos e acabou ficando na liderança após os resultados inesperados de uma rodada aleatória. Após isso, o time despertou e começou a jogar bem, vencendo vários jogos e terminando o primeiro turno na liderança. No segundo turno, o Corinthians travou uma batalha particular contra o Atlético Mineiro, segundo colocado . O time começou a fazer jogos com um futebol de alto nível e impressionando todo mundo, liderados por Jadson, Renato Augusto, Elias e Vagner Love, o Corinthians fez uma sequencia  onde passou pelos times mais fortes da tabela, venceu até mesmo o Santos (que havia eliminado o time na Copa do Brasil do mesmo ano) e fez a melhor campanha da história dos pontos corridos. Nas rodadas finais o Corinthians jogou contra o Atlético Mineiro em um jogo que seria praticamente uma final, mesmo em Belo Horizonte o Corinthians triunfou sobre o rival por 3 X 0 e ficou a um paço de ser campeão. O título veio em um jogo contra o Vasco da Gama, após o Vasco abrir o placar, o Corinthians empatou com Vagner Love e levou o hexacampeonato após uma partida bastante tensa. Na rodada seguinte o Corinthians venceu o São Paulo por 6 X 1 levando a campo seu time reserva e Cássio defendendo uma cobrança de pênalti de Rogério Ceni para fechar a temporada com chave de ouro.

### 2016
Depois de um ano vitorioso, o Corinthians logo de cara teve uma surpresa bem desagradável. O que parecia que seria um ano onde o time poderia sonhar longe se tornou um pesadelo. Metade do time titular deixou o Corinthians de uma vez só e muitos ídolos restantes viriam a sair ao longo da temporada. Jadson, Vagner Love, Renato Augusto e outros jogadores importantes. O time titular do Corinthians virou uma espécie de misto entre novos jogadores contratados para suprir as ausências e o time reserva do ano anterior. Ainda assim Tite fez o time render e se classificar as semifinais do Campeonato Paulista onde foi eliminado nos pênaltis pelo Grêmio Osasco Audax após um jogo muito difícil. O time ainda foi eliminado na Libertadores contra o Nacional-URU após empatar em 0 X 0 lá e em 2 X 2 em casa, sendo eliminado pelo critério do gol fora de casa. O Corinthians iniciou o Campeonato Brasileiro bem, mantendo o mesmo ritmo do campeonato paulista, só que Tite foi convocado para defender a seleção brasileira e o Corinthians ficou sem técnico. No seu lugar ficou seu assistente de anos, Fábio Carille, que já trabalhava no Corinthians desde 2009 com Mano Menezes. Carille ficou como técnico interino, mas logo em seguida o Corinthians contratou o técnico Cristóvão Borges depois de inúmeras tentativas frustradas de trazer um técnico. Cristóvão começou bem seu trabalho, fazendo uma boa sequencia e levou o time a liderança do campeonato, mas depois disso começou a perder um jogo após o outro. Tantos reveses seguidos fez Cristóvão ser mandado embora. Fábio Carille novamente assumiu o Corinthians, nesse período o time estava disputando a Copa do Brasil 2016, onde sob o comando de Carille venceu o Fluminense e se classificou para as quartas de final, onde jogou contra o Cruzeiro, fazendo boa partida e vencendo por 2 X 1. Nesse meio tempo o Corinthians contratou o veterano multicampeão pelo clube Oswaldo de Oliveira. A chegada dele causou discórdias no clube que vivia uma crise interna e outros dirigentes eram a favor da contratação de outro treinador. E sobre o comando dele o Corinthians foi eliminado no jogo de volta por 4 X 2 contra o Cruzeiro e fez uma sequencia péssima no Brasileiro que culminou com o Corinthians fora da libertadores 2017. A ideia inicial era que Oswaldo ficasse para a temporada seguinte e assim ter tempo para realmente acertar o time, mas para controlar a crise, o Corinthians preferiu dispensar Oswaldo e procurar outro treinador.

### 2017
Após um período de definições e buscas por quem seria o novo treinador corintiano, ficou decidido que Fábio Carille seria o técnico na temporada 2017. A temporada também ficou marcada pela volta do veterano Jô e também a de Jadson. Por tudo o que aconteceu na temporada passada, se esperava que o Corinthians seria um time frágil e muitos o consideraram a quarta força do futebol paulista. E assim, o Campeonato Paulista começou e o Corinthians foi pontuando, ganhando seus jogos e se mantendo na zona de classificação. Depois de algumas rodadas, Corinthians e Palmeiras ficaram frente a frente em uma situação bastante delicada, já que o time alviverde vinha de uma temporada muito forte, sendo um dos times favoritos a vencer a libertadores daquela edição, enquanto o Corinthians vinha de uma crise e a torcida palmeirense acreditava piamente que seu time venceria de goleada. Do outro lado a torcida corintiana também estava bastante pessimista pra esse jogo, e um empate já estaria de bom tamanho pelo que as coisas se apresentavam. E o jogo foi muito difícil, os palmeirenses jogavam bem e atacavam contra uma retranca quase impecável criada por Carille. E a pressão permaneceu por todo o jogo, quando próximo ao final do segundo tempo, Jô entrou em campo e num contra-ataque perfeito fez 1 X 0 vencendo a partida e ainda com o Corinthians com um jogador a menos. A partir desse dia, o Corinthians começou a jogar melhor e fez campanha perfeita durante a competição, com Jô se tornando um artilheiro extremamente perigoso aos times adversários e virando liderança no Corinthians. Nas quartas de final o Corinthians passou pelo Botafogo-SP o São Paulo e jogou a final contra a Ponte Preta vencendo facilmente e se tornando novamente campeão paulista.
Na Copa do Brasil, o Corinthians passou pelo Caldense, pelo Brusque, Luverdense até jogar contra o Internacional. Apesar de ter jogado melhor as duas partidas, o time cedeu o empate no jogo de volta e o Corinthians acabou eliminado nos pênaltis. Ambas as partidas terminaram em 1 X 1.
Mesmo com o título Paulista e jogando bem, os críticos achavam que o Corinthians pouco faria no Campeonato Brasileiro, só que o Corinthians apresentou um desempenho espetacular, batendo quase todos os times que apareciam pela frente. Jô, Jadson, junto com Rodriginho e Guilherme Arana que tinham sido destaque no Campeonato Paulista, formaram uma equipe muito dura de ser batida. O Corinthians rivalizou com o Grêmio de Renato Gaucho, que na época era considerado o melhor time do país.
Ambos disputaram por muitas rodadas até que finalmente se enfrentaram em Porto Alegre onde o Corinthians venceu depois de uma partida bastante tensa. Depois disso o Grêmio ficou um pouco distante. Santos e São Paulo foram derrotados e Corinthians e Palmeiras se enfrentaram novamente, dessa vez, o favoritismo alviverde já não era mais igual ao do começo da temporada. Dentro de campo o Corinthians venceu por 2 X 0 e de forma bem mais fácil do que havia acontecido no paulista. Assim o Corinthians seguiu mantendo seu padrão e terminando o primeiro turno invicto, fato até então inédito. O time de Carille tinha um modo de jogar muito próximo do de Tite, quando
disputou a Libertadores de 2012, a eficiência da defesa era acima da média, enquanto Jô se mantinha líder do ataque corintiano. No segundo turno, pela vantagem adquirida, o Corinthians caiu de rendimento e foi vivendo em cima disso. Durante a competição, o Corinthians jogou também a Copa Sul Americana, que o time não disputava desde 2007. O Corinthians venceu a popular Universidad de Chile e o Patriotas da Colômbia chegando as oitavas de final onde jogou contra o Racing da Argentina. No primeiro jogo em Itaquera, o Corinthians jogou bem e ia vencendo por 1 X 0 mas cedeu ao empate. Na Argentina, o Corinthians sofreu com a marcação e acabou empatando em 0 X 0 sendo eliminado por conta de ter levado um gol fora de casa. A partir disso a situação no Brasileiro piorou, a vantagem enorme criada no segundo turno caiu para proporções mínimas e o Corinthians começou a correr o risco de ser ultrapassado. Enquanto isso, o Palmeiras fazia excelente campanha e ficou a apenas uma vitória da liderança, por coincidência numa rodada onde jogaria contra o Corinthians próximo do fim. Se perdesse, o Palmeiras provavelmente seria o campeão, só que o Corinthians despertou novamente e jogou bem contra seu rival, vencendo o jogo por 3 X 2 e se distanciando do Palmeiras. A partir dai o Corinthians voltou a fazer uma sequencia boa, mesmo sem jogar bem, e o Palmeiras caiu de rendimento deixando o Corinthians próximo da taça. O título veio após jogo histórico contra o Fluminense e uma partida espetacular de Jô. O jogo também ficou marcado pelo retorno de Danilo, ídolo da fiel pelas campanhas do Brasileiro de 2011, Libertadores de 2012 e Mundial de Clubes. Ele havia sofrido uma séria lesão no ano anterior e entrou durante a partida sendo aclamado pela Fiel. E o Corinthians venceu. Se tornou o heptacampeão brasileiro tendo Jô como o artilheiro do campeonato e escolhido o melhor jogador da competição. Carille também foi escolhido o melhor treinador e assim o Corinthians garantiu vaga na Libertadores de 2018.

### 2018
Em 2018, o Corinthians já teve uma péssima surpresa já de cara, Jô, o principal jogador do time foi para o Japão. Guilherme Arana também acabou saindo. Apesar disso o Corinthians estava muito respeitado por tudo que Carille havia feito no ano anterior. A temporada também foi de eleição no Corinthians, Andrez Sanchez foi eleito novamente e assumiu a presidência do clube. No Campeonato Paulista 2018 o Corinthians foi se mantendo na zona de classificação, mesmo sem fazer nenhuma grande partida. Se classificou e jogou contra o Bragantino nas quartas de final. O primeiro tempo no Pacaembu acabou 1 X 1 com o jogo equilibrado, mas na segunda parte, o Corinthians voltou muito mal e chegou a estar perdendo por 3 X 1 num momento do jogo em que poderia até ter levado mais. No final do segundo tempo Corinthians conseguiu diminuir a diferença para 3 X 2 e decidir em casa. No jogo de volta o Corinthians veio com tudo, venceu por 2 X 0 se redimindo e avançando a semifinal do campeonato onde jogou contra o São Paulo. O primeiro jogo no Morumbi o Corinthians fez outra partida ruim e pouco atacou o rival tricolor durante todo o jogo. O São Paulo venceu por 1 X 0 e o Corinthians teria de reverter a vantagem de novo. Em Itaquera, em noite dramática, o Corinthians jogou bem novamente controlando todo o jogo e criando chances, mas não conseguindo vazar a defesa São Paulina. O gol só aconteceu aos 48 do segundo tempo, feito por Rodriguinho (Que jogou mesmo estando machucado). A disputa foi para os pênaltis e o Corinthians venceu após Cássio defender a cobrança de Liziero. O time estava na final e enfrentaria o Palmeiras novamente. O primeiro jogo seria em Itaquera e o Corinthians já começou perdendo a partida em um gol quase acidental. O Corinthians jogou melhor a partida inteira mas não conseguiu igualar o placar. O resultado foi um drama para os jogadores e para a torcida que sabiam que teriam de enfrentar o Palmeiras dentro de seu estádio na Grande Final. A postura do alviverde com certeza seria muito diferente do primeiro jogo e o Corinthians não tinha feito uma única boa partida fora de casa no mata-mata. Carille convocou a torcida nas vésperas da final e fez um treino aberto. Tudo que acontecia aumentava a tensão.
O jogo do século: Foi o nome como ficou conhecida a final do Campeonato Paulista de 2018. Foi o maior confronto entre as duas equipes desde a semifinal da Libertadores de 2000 e um dos maiores da história do Derby Paulista. Depois de toda a tensão criada em cima dessa partida, os times se enfrentaram dentro do Allianz Parque e o Corinthians reverteu o placar nos primeiros minutos com Rodriguinho. O Palmeiras mesmo perdendo fazia partida excelente e massacrava o Corinthians em seu campo de defesa. Qualquer bola era perigosa. Cássio novamente foi um dos homens do jogo fechando o gol contra o Palmeiras e salvando o Corinthians diversas vezes. No segundo tempo ocorreu um lance polêmico após o árbitro apitar pênalti para o Palmeiras e depois voltar atrás. Isso criou uma confusão generalizada dentro de campo e o jogo seguiu, mesmo com o Palmeiras pressionando muito, a partida acabou 1 X 0 e indo para os pênaltis onde o Corinthians venceu e se tornou campeão novamente. O Palmeiras reclamou muito e afirmava que o juiz tinha sido influenciado por alguém de fora do estádio. E criou vários processos contra a FPF mesmo tendo ficando claro para todos que o pênalti não existiu.
Após isso o Corinthians fez uma boa campanha na primeira fase da Libertadores 2018 e terminou como primeiro de seu grupo. Só que mais ou menos no meio da temporada, Carille deixa o elenco do Corinthians para o futebol árabe. Rodriguinho e outros jogadores saem na sequencia provocando um novo desmanche. A partir dai o nível de futebol caiu significativamente, o Corinthians foi eliminado na libertadores nas oitavas de final pelo Colo-Colo do Chile e fez campanha péssima no Campeonato Brasileiro. Para a ausência de Carille o Corinthians tentou primeiro Osmar Loss e depois Jair Ventura como técnicos, ambos conseguiram levar o Corinthians a final da Copa do Brasil, na qual o time perdeu o título para o Cruzeiro em partida bastante polêmica. Mas o mal desempenho no brasileiro provocou uma crise enorme no Corinthians semelhante ao ano do rebaixamento. No final, Danilo que depois de seu retorno havia jogado poucas partidas entrou no campeonato liderando o elenco corintiano e ajudando o Corinthians a se salvar do rebaixamento. Após o campeonato, Jair Ventura foi dispensado.

## Cronologia no Futebol Profissional
- Não estão computados todos os Títulos